# Conquista de Yucatán

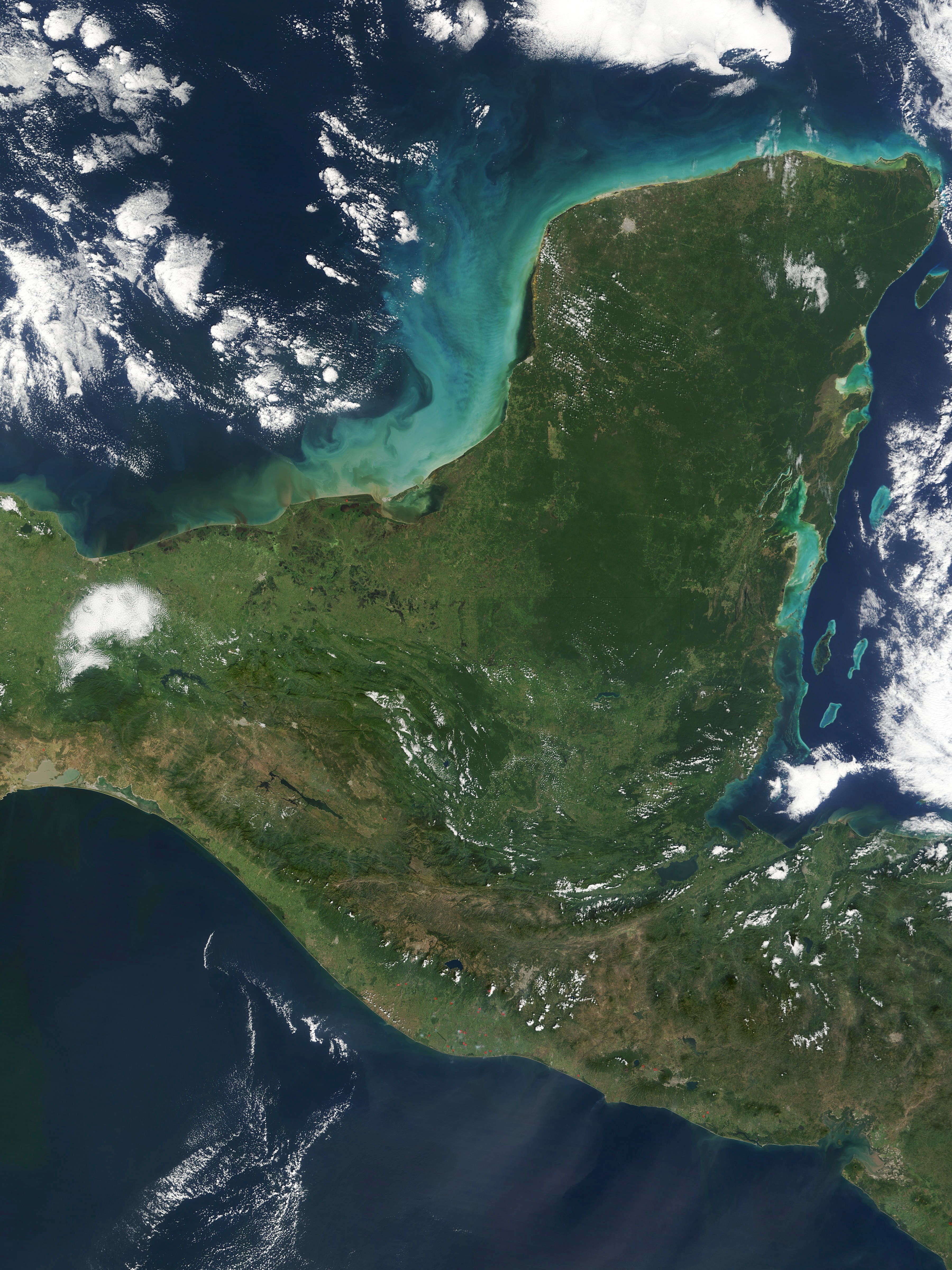
Fotografía desde un satélite de la península de Yucatán, conquistada por el imperio español entre 1520 y 1697.

Mapa de los territorios que fueron conquistados y pacificados por los "Montejo" entre 1527 y 1549.

La llamada “Conquista de Yucatán” está referida a la exploración y establecimiento del dominio español sobre los territorios septentrionales y centrales de la Península de Yucatán, incluyendo los actuales estados de Chiapas y Tabasco en México, además de los actuales estados independientes de Guatemala, Belice, Honduras y El Salvador, en Centroamérica. Este episodio se inició en 1527, finalizando en 1697 cuando los españoles tomaron Tayasal, en lo que ahora es El Petén (Guatemala).
La conquista fue un proceso trabajoso y alargado en el tiempo que solo pudo llevarse a término mediante el auxilio de guerreros nahúas una vez finalizada la conquista de Tenochtitlán por Hernan Cortés. Aun así, la resistencia de la población fue característica definitoria de los pobladores mayas de este territorio que, incluso bajo el nuevo estado mexicano independiente, siguió mostrando signos de rebeldía. Buen ejemplo de este carácter fue el levantamiento que tuvo lugar ya bien avanzado el siglo XIX y que fue conocido como Guerra de Castas.

## Época precolombina

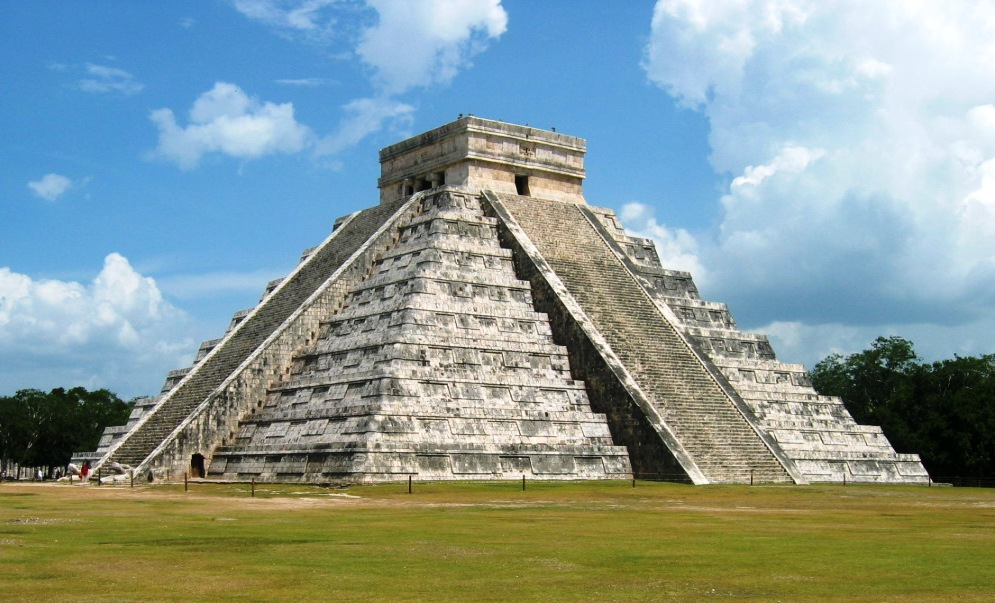
Chichén Itzá

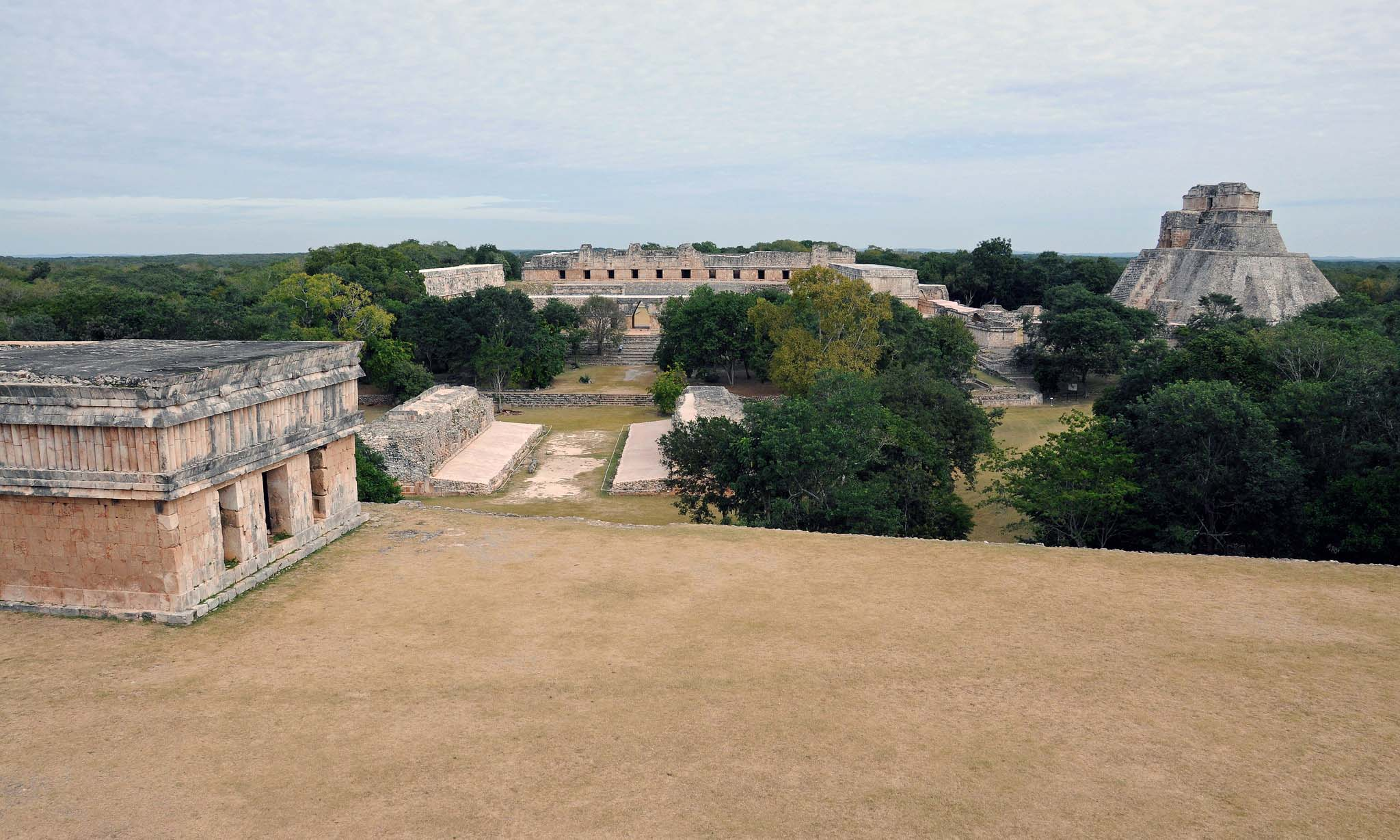
Uxmal.

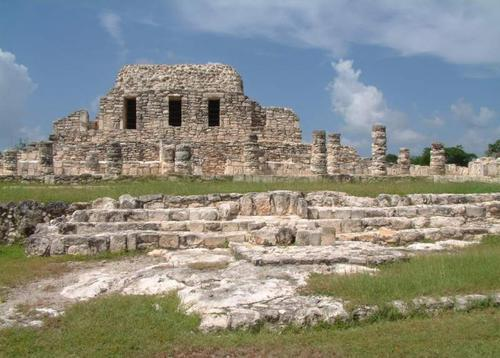
Mayapán.

División de las jurisdicciones mayas en el según Ralph Roys.

Hacia finales del Período Clásico mesoamericano y principios del Período Posclásico, en la cultura maya se registró una alianza conocida como la Liga de Mayapán la cual incluía a las principales casas sacerdotales de la península de Yucatán, las más destacadas eran la de los tutul xiúes de Uxmal, los itzáes de Chichén Itzá y los cocomes de Mayapán, pero entre los años 1175 y 1185, un joven que sobrevivió al ritual de sacrificio en el cenote sagrado llamado Hunac Ceel se proclamó jefe o halach uinik de los cocomes, realizó una alianza con los tutul xiúes y declaró la guerra a los itzáes, quienes emigraron al lago Petén Itzá.
Durante más de 250 años los cocomes ejercieron la hegemonía del poder ayudados por los canules, hasta que el señor de Uxmal Ah Xupan Xiu decidió eliminar a la familia real de los cocomes logrando su objetivo, solo uno de ellos que se encontraba en el actual territorio de Honduras se salvó. El episodio es conocido como la caída de Mayapán y aconteció entre los años 1441-1461, a partir de esa fecha las grandes ciudades mayas fueron abandonadas y se formaron 16 jurisdicciones o kuchkabal que primordialmente eran habitadas y gobernadas por los diferentes linajes de los grupos mayas.
Cada jurisdicción o kuchkabal tenía su propio sistema de gobierno, generalmente existía una estructura donde el poder militar y sacerdotal residía en una persona principal denominada Halach Uinik (del idioma maya: Hombre verdadero), la jurisdicción se dividía a su vez en diferentes municipios o batabil gobernadas por un Batab. Cada Batab rendía obediencia al Halach Uinik y normalmente eran sus familiares, en época de guerra existía un capitán general llamado Nacom que era el encargado de coordinar las acciones militares de todos los batabob, que a su vez estaban a cargo de sus guerreros. Otro tipo de sistema de gobierno, funcionaba como una república, donde todos los batabob de una jurisdicción se reunían en un concejo para tomar decisiones importantes. Y por último existían jurisdicciones, conformadas por pequeñas áreas de diferentes tribus o familias. 
Las jurisdicciones de acuerdo a los estudios del mayista Ralph L. Roys eran Chakán Putum, Can Pech, Ah Canul, Chakán, Ceh Pech, Hocabá, Tutul Xiu, Sotuta, Ah Kin Chel, Chikinchel, Cupul, Tazes, Ekab, Cochuah, Uaymil, Chactemal y un distrito de los tutul xiúes llamado Calotmul. Las tribus más importantes eran los cocomes, tutul xiúes, canules, cheles, y cupules. En la laguna de Términos vivían los mayas chontales.
Por otra parte, en la zona del actual país de Guatemala, la mayoría de los couohes (Ko´wojes) y los itzáes habitaban en el Lago Petén Itzá, fueron los últimos en ser conquistados hacia finales del siglo XVII, en contraste en la costa del océano Pacífico vivían los quichés, cakchiqueles, mames, pocomames, y zutuhiles, estos pueblos fueron los primeros en conquistarse en gran medida por Pedro de Alvarado. 
El comercio entre las tribus mayas era una actividad importante, las rutas comerciales marítimas tenían un recorrido desde la laguna de Términos hasta el actual país de Honduras, los comerciantes mayas que eran de una clase social alta, transmitían las noticias a través de toda la costa y servían de espías para ciertas jurisdicciones. Los conflictos más fuertes eran entre los tutul xiúes y los cocomes, y entre los cheles y los cupules pero en general reinaba un ambiente de rivalidad entre todas las jurisdicciones, bajo estas circunstancias se produjo el encuentro con los europeos. 
En su cuarto y último viaje, Cristóbal Colón interceptó una canoa de mercaderes mayas en las inmediaciones de Honduras, hizo subir a algunos de ellos a su navío y se produjo así el primer contacto entre españoles y mayas, en el año de 1502.
Las tierras de Yucatán seguirían desconocidas para los españoles por muchos años más. Los primeros españoles en pisar accidentalmente las tierras de lo que sería más tarde parte de la Nueva España fueron los sobrevivientes de una expedición que salió de la llamada tierra firme de Darién (hoy Panamá) en 1511, y que naufragó cerca de las costas de Jamaica al encallar la nave en el Arrecife de los alacranes, sobrevivieron 20 personas quienes a bordo de un batel fueron arrastrados por la corriente del canal de Yucatán hasta la jurisdicción de Ekab, fueron hechos prisioneros por los cocomes, la mayor parte de estos españoles fueron sacrificados, sobreviviendo tan solo Jerónimo de Aguilar y Gonzalo Guerrero.

## Primera expedición: Francisco Hernández de Córdoba

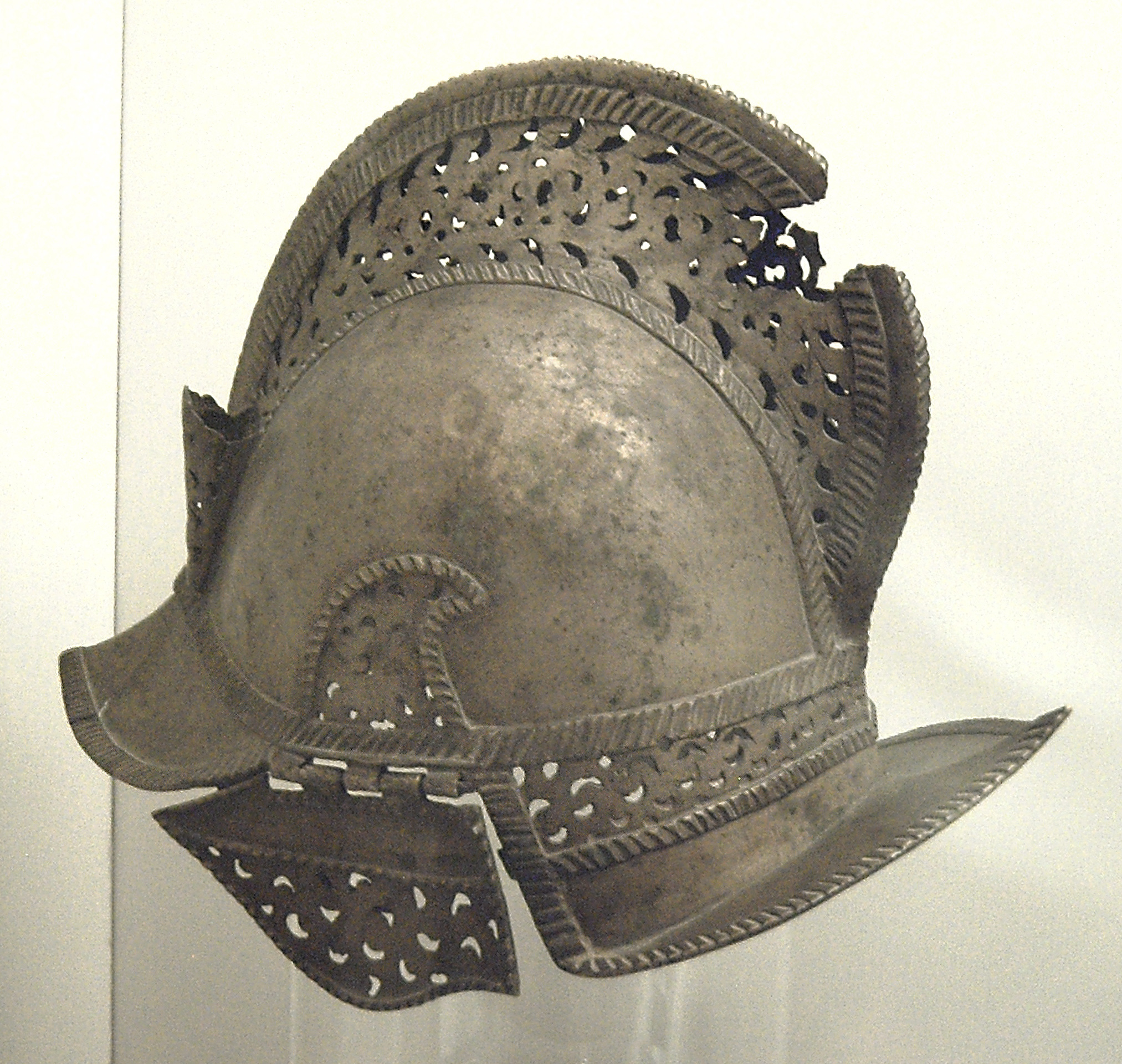
Casco español del.

El 8 de febrero de 1517 zarparon tres embarcaciones encabezadas por Francisco Hernández de Córdoba, Lope Ochoa de Caicedo y Cristóbal de Morante, desde el puerto de Santiago con 110 hombres a bordo. Contrataron como piloto mayor a Antón de Alaminos, los pilotos auxiliares fueron Pedro Camacho de Triana y Juan Álvarez «el Manquillo» de Huelva; como capellán viajó fray Alonso González y como veedor Bernardo Iñíguez. El objetivo del viaje era, según el cronista Bernal Díaz del Castillo, "buscar y descubrir nuevas tierras para en ellas emplear nuestras personas". Francisco Hernández de Córdoba proporcionó parte de los recursos para adquirir dos navíos y el gobernador de la isla aportó uno más con la condición de que lo pagaran con mano de obra esclava capturada en la isla de Guanajas, acción a la que se opusieron los soldados: "...desque vimos los soldados que aquello no era justo, le respondimos que lo que decía no lo mandaba Dios ni el rey, que hiciesemos a los libres esclavos".). Convencido Diego Velázquez, la expedición zarpó según los planes iniciales en dirección a los límites del mundo que en ese momento era conocido. Navegando siempre hacia el Oeste y tras dejar atrás la isla de Cuba, tras 21 días de navegacíón toparon con la península del Yucatán, en concreto con la isla hoy denominada Cabo Catoche: "desde los navíos vimos un gran pueblo... obra de dos leguas... y viendo que... no habíamos visto en Cuba pueblo tan grande, le pusimos por nombre Gran-Cairo" Al día siguiente, los pobladores del lugar, se acercaron en canoas invitando a los recién llegados a tierra firme, diciendo «ko'one'ex otóch», que significa: «vamos a casa», palabras de las que deriva el actual nombre del lugar. Cuando al día siguiente, los recién llegados se encaminaban hacia el poblado,  fueron atacados "de arte que a la primera rociada de flechas nos hirieron quince soldados... y luego tras las flechas vinieron a se juntar con nosotros, y... nos hacían mucho mal... mas luego les hicimos huir... por manera que quedaron muertos quince dellos" Capturados dos indígenas, fueron bautizados a la fe cristiana con los nombres de Julianillo y Melchorejo, convirtiéndose en los primeros traductores idioma maya-idioma español.
Los expedicionarios continuaron rodeando la península de Yucatán hasta llegar a la jurisdicción de Can Pech el 22 de marzo, motivo por el cual bautizaron al lugar como Lázaro. En ese punto se vieron obligados a buscar nuevamente agua "...que como nuestra armada era de hombres pobres, no teníamos dinero... para comprar buenas pipas". Durante la operación intercambiaron algunos mensajes con los lugareños que, señalando hacia el Este, decían "castilan", "castilan". El halach uinik invitó a los españoles a la población, hecho al que estos accedieron con evidente cautela tras la experiencia anterior. En el poblado, los nativos encendieron copal y después unos haces de leña advirtiendo a los recién llegados que se marcharan antes que esta se consumiese o les matarían. Tras la experiencia de Cabo Catoche, Hernández de Córdoba prefirió zarpar de inmediato.
La siguiente navegación duró 10 días más, al cabo de los cuales tuvieron nueva necesidad de cargar agua pues "las pipas que traiamos venían muy abiertas" (es decir, los toneles o pipas perdían el agua que se filtraba por entre las lamas de madera). Nuevamente desembarcaron, esta vez un poco más al sur en la jurisdicción de Chakán Putum, pero el halach uinik del lugar llamado Moch Couoh, sin mayor preámbulo ordenó el ataque por parte de los nativos. Unos 60 expedicionarios perdieron la vida en esa batalla, quedando muchos gravemente heridos. Ante la falta de marineros capaces de trabajar, hubieron de abandonar una embarcación repartiéndose el personal útil en las otras dos. El problema fue que, por causa del ataque no habían podido cargar el agua. Agotados por las heridas, el cansancio y la sed, al cabo de tres días intentaron hacer un pozo en otra zona de la costa pero solo pudieron cargar agua amarga y salada. Pensando el mejor modo de regresar a Cuba, el piloto consideró más apropiado pasar por la Florida a donde llegaron cuatro días después. Allí, por fin, encontraron agua dulce y aunque también fueron atacados, pudieron calmar momentáneamente su sed. Pocos días después, con la nao capitana casi inundada de agua, llegaron por fin a La Habana. Pronto se corrió la noticia de algo muy importante: "...habíamos descubierto tierras de grandes poblaciones y casas de cal y canto, y las gentes naturales dellas andaban vestidos..., y tenían oro y labranzas de maizales...otras tierras en el mundo no se habían descubierto mejores...".
Hernández de Córdoba murió poco después a causa de las heridas recibidas en la batalla que tuvo lugar en Chakán Putum (Champotón), razón por la cual el lugar fue bautizado como "Puerto de mala pelea". Más tarde, Jerónimo de Aguilar, sugirió que la emboscada de Cabo Catoche fue planeada por Gonzalo Guerrero quien era nacom o jefe de guerreros y ayudaba a los mayas.

## Segunda expedición: Juan de Grijalva
En 1518 Diego Velázquez, gobernador de Cuba, organizó una segunda expedición enviando 4 embarcaciones al mando de su sobrino Juan de Grijalva. La expedición zarpó de las inmediaciones del puerto de Matanzas el 8 de abril de 1518, Francisco de Montejo, Alonso de Ávila y Pedro de Alvarado fueron capitanes aportando cada uno de ellos su propia embarcación con bastimentos. Juan Díaz fue el capellán mayor de la expedición y redactó a manera de diario de a bordo el Itinerario de la Armada, documento que más tarde sirvió a Velázquez de Cuéllar para intentar conseguir el nombramiento de Adelantado, la decisión final después de varios años de disputa fallo a favor de Hernán Cortés.
El 3 de mayo de 1518, Juan de Grijalva, fue el primer español en llegar a la isla de Cozumel, desembarcaron cerca de una población, pero los habitantes habían huido hacia el interior, solo encontraron a dos ancianos en un campo de maíz, a los cuales por medio de Julianillo y Melchorejo, solicitaron llamar a al Halach Uinik máximo jefe de la isla y a los batabob o jefes de las poblaciones, pero solo encontraron a una esclava que hablaba la lengua de Cuba, la cual algunos españoles ya entendían. Resultó ser originaria de Jamaica, quien junto con otros diez compañeros habían llegado a Cozumel dos años antes por accidente, ya que su canoa fue arrastrada por las corrientes marinas. Todos sus compañeros habían sido sacrificados a los dioses mayas, siendo ella la única sobreviviente. Los expedicionarios la mandaron en busca de los batabob de Cozumel, pero regresó nuevamente con una respuesta negativa. Ante las expectativas Grijalva realizó una misa y bautizó el punto con el nombre de la "Santa Cruz de la Puerta Latina". Navegaron con dirección al sur siendo el primer español en llegar a la Bahía de la Ascensión en el límite de la jurisdicción de Ekab. Observaron a distancia Zamá (Tulúm) y Xel-Há, pero prefirieron cambiar de rumbo y continuaron su viaje hacia el occidente de la península tal y como lo había realizado la primera expedición. Juan Díaz describió las pirámides de Tulúm haciendo analogía a las torres de Sevilla.
Se dirigieron a la jurisdicción de Chakán Putum, debido a la experiencia de la primera expedición, los españoles se encontraban más preparados para enfrentar y someter a los nativos. La balanza del enfrentamiento se inclinó a favor de los europeos quienes solo tuvieron 7 bajas, entre ellas Juan de Quiteria y 60 heridos, entre ellos el capitán Juan de Grijalva quién recibió dos flechas y perdió dos dientes, los mayas couohes sufrieron cerca de 200 bajas, entre los muertos murió el jefe principal o Halach uinik llamado Moch Couoh, el resto de la población huyó tierra adentro.

..."...y que dieron la vuelta a toda la costa hasta llegar otra vez a Champotón donde sobre tomar agua les mataron un hombre y les hirieron cincuenta, entre ellos a Grijalva, de dos flechas, y le quebraron diente y medio.  Y que así se fueron y nombraron a este puerto el Puerto de Mala Pelea..."
Relación de las cosas de Yucatán de Diego de Landa

Grijalva mandó a los traductores Julianillo y Melchorejo, para llamar a otros jefes o batabob, nadie acudió al llamado, por lo que decidieron abandondar Chakán Putum y continuar su ruta hacia la desembocadura del ahora conocido y llamado desde entonces “río Grijalva” en Tabasco. Bordearon la costa y llegaron a San Juan de Ulúa en donde encontraron a unos emisarios del tlatoani Moctezuma Xocoyotzin, que les ofreció regalos al creerles enviados del dios Quetzalcóatl. Pedro de Alvarado regresó a Cuba y Juan de Grijalva prosiguió explorando la costa hasta el río Pánuco, donde dio vuelta para iniciar su regreso. Francisco de Montejo, Alonso Dávila y Antón de Alaminos recomendaron no fundar ninguna guarnición o villa debido a las condiciones adversas de hostilidad en la costa, por lo que regresaron sin lograr este cometido, lo cual causó enojo y pérdidas a Velázquez de Cuéllar.

## Tercera expedición: Hernán Cortés
Dado que Velázquez pretendía independizarse de las órdenes de Diego Colón y Moniz Perestrello quién gobernaba la isla La Española, pensó que al colonizar y rescatar las tierras recién descubiertas podría conseguir para sí el título de Adelantado y poder dejar de reportar a Colón. Enojado con los resultados de su sobrino Juan de Grijalva, pretendió organizar una tercera expedición, sus asesores le recomendaron nombrar al alcalde de Santiago como capitán, es decir a Hernán Cortés. De igual forma que las anteriores expediciones, los gastos fueron compartidos a manera de sociedad, el 18 de noviembre de 1518 Cortés zarpó de Santiago y desembarcó en el puerto de La Trinidad, donde por casi tres meses acopió armas, municiones, algunos caballos, reclutó soldados y nombró 11 capitanes para cada una de las naves que conformaban la expedición. El 10 de febrero de 1519 finalmente abandonaron las costas de la isla Fernandina (Cuba), con las 11 naves, 500 soldados, 50 marinos, 200 indios auxiliares, entre los capitanes designados fueron Pedro de Alvarado, Alonso de Ávila (o Dávila), Alonso Fernández Portocarrero, Diego de Ordás, Francisco de Montejo, Francisco de Morla, Francisco de Saucedo, 
Juan de Escalante, Juan Velázquez de León, Cristóbal de Olid y Gonzalo de Sandoval; el piloto mayor Antón de Alaminos. 
El primer navío que llegaba a Cozumel llevaba al frente a Pedro de Alvarado, quien se adelantó a Cortés por dos días. Ante la llegada de los extranjeros, la población huyó dejando parte de sus haciendas, hecho que aprovechó Pedro de Alvarado para disponer de ellas a su antojo. Cuando llegó Hernán Cortés y se enteró de los desmanes de su capitán "... que les había tomado gallinas e paramentos y otras cosillas de poco valor... mostró tener mucho enojo  dello... y reprendió gravemente a Pedro de Alvarado, y le dijo que no se habían de apaciguar las tierras de aquella manera, tomando a los naturales su hacienda... y les mando devolver el oro e paramentos y todo lo demás; e por las gallinas que se habían comido les mandó dar cuentas de cascabeles, e mas dio a cada indio una camisa de Castilla... e otro día  vino el cacique con toda la gente". Estando allí se enteró de la existencia de dos españoles que habían sobrevivido a un naufragio y estaban cautivos. Ordenó inmediatamente a un grupo de soldados que fuesen a tierra firme a localizarlos y liberarlos a cambio de un rescate de cuentas de vidrio. Uno de ellos era Jerónimo de Aguilar, quien fue a buscar a su otro compañero Gonzalo Guerrero; sin embargo, este se había adaptado ya a la cultura maya, se había casado, tenía tres hijos y había sido nombrado Nacom o jefe de guerreros:  "...íos vos con Dios , que yo tengo labrada la cara e horadadas las orejas ..."; Cuando Aguilar se presentó a Cortés, a este le costó trabajo reconocerlo entre el grupo de indios con el que llegó porque era moreno de piel y llevaba un traje de esclavo maya. Aguilar se unió a la expedición de Cortés y habría de serle inmensamente útil como intérprete en los sucesos posteriores relacionados con la conquista de México. Cortés siguió su viaje alrededor de la península, hacia las costas de Campeche, Tabasco y Veracruz. Dando por "pacificada" la isla, Cortés mando derribar un adoratorio construyendo en su lugar una capilla dedicada a la virgen y con una cruz. Antes de partir y por consejo de Jerónimo de Aguilar, el halach uinik de Cozumel pidió a Cortés una carta o salvoconducto por el que la población quedase protegida frente a futuras expediciones españolas. En marzo de 1519, la armada zarpó de Cozumel despidiéndose amigablemente de los mayas de la isla.
La expedición continuó hacia Tabasco en donde aconteció la batalla de Centla, los españoles doblegaron a los mayas chontales, Fray Bartolomé de Olmedo y su capellán Juan Díaz oficiaron la que sería la primera misa católica en tierra firme de la que más tarde sería la Nueva España y el 25 de marzo de 1519 dieron por fundada la villa de Santa María de la Victoria, primera población española en el territorio continental de México, en este punto los mayas chontales entregaron a Cortés veinte esclavas, entre ellas iba Malintzin quién fue intérprete del idioma maya-idioma náhuatl. Continuaron su curso hacia Veracruz y estando en San Juan de Ulúa, Cortés decidió desobedecer la orden que traía de Velázquez, por lo que en vez de limitarse a rescatar oro, formó un cabildo con sus allegados quienes lo nombraron Capitán General y Justicia Mayor, entre el 5 y 10 de julio de 1519 se estableció formalmente la Villa Rica de la Vera Cruz. De esta forma se extinguía la autoridad de Velázquez sobre los expedicionarios, ahora convertidos en colonos, fue redactada la carta del cabildo fechada el 10 de julio de 1519, en la que comunicaba los acontecimientos a Carlos I de España. La carta junto con el Quinto del Rey reunido hasta el momento, fue llevada en una embarcación por Alonso Hernández Portocarrero y Francisco de Montejo, el piloto era Antón de Alaminos. En el trayecto, hicieron escala en Cuba, debido a ello, Velázquez se enteró de las intenciones de Cortés y ante este acto de rebeldía, le denunció ante las autoridades del Consejo de Indias, el caso tardó años en juzgarse, tanto Velázquez como Cortés querían el nombramiento de Adelantado. Por otra parte el almirante Diego Colón y Moniz Perestrello gobernador de la isla La Española mandó una carta a Carlos I suplicando no favorecer a ninguno de los dos. En 1520 una expedición al mando de Alonso de Parada naufragó en las inmediaciones de Cozumel; en abril del mismo año, el gobernador de Cuba envió a Pánfilo de Narváez en persecución de Cortés, en su viaje realizó escala en la isla y rescató a Parada, un pequeño grupo de hombres se quedó para fundar una colonia, pero también se esparció a manera de epidemia la viruela. Años más tarde, culminada la conquista de Tenochtitlan, el Consejo de Indias falló a favor de Cortés, a pesar de los esfuerzos del Obispo de Burgos por favorecer a Velázquez, quién poco tiempo después murió. 
Tras la caída de Tenochtitlan, se realizaron otras campañas militares al occidente y sur que fueron consolidando las fronteras de la naciente Nueva España. En 1523, Cortés ordenó a Pedro de Alvarado iniciar la campaña de Quauhtlemallan (Guatemala), la cual realizó formando alianzas con los gobernantes Cahi Imox y Beleheb Qat de los kakchiqueles, y venciendo a los k’iche’ que eran liderados por Tecún Umán. Poco más tarde confrontó a los tzutuhiles en la lago de Atitlán a quienes también derrotó y fundó la villa de Santiago de Guatemala en las cercanías de Iximché el 25 de julio de 1524. Por otra parte su hermano Gonzalo de Alvarado realizó campañas contra los mames en Malacatán, Huehuetenango y Zaculeu.
En 1525 Cortés realizó una expedición a Hibueras para someter a Cristóbal de Olid que se había rebelado a favor de Diego Velázquez de Cuéllar, en su camino cruzó la jurisdicción de los mayas chontales por Acalán donde era halach uinik Apoxpalón quién ayudó a la expedición a continuar su camino, sin ocurrir hostilidades. Cortés también llegó al territorio de los itzáes en Tayasal en el Lago Petén Itzá, se entrevistó con el halach uinik Canek (del idioma maya: Kaan Ek ‘Serpiente negra’), el encuentro fue pacífico, el conquistador habló de la fe cristiana e intentó convertirlos a la religión católica, no hubo acciones militares, se despidió de los itzáes dejando un caballo lastimado y moribundo, Canek prometió cuidarlo. La expedición continuó a Naco (Guatemala) y Nito (Honduras).

## Nombramiento de adelantado
El 8 de diciembre de 1526, Carlos I de España firmó en Granada el nombramiento de 
"Adelantado, Capitán General y Alguacil Mayor de Yucatán, Cozumel y Tabasco" a favor de Francisco de Montejo, quien había participado en las expediciones de Grijalva y Cortés, el texto entre otras cosas estipulaba:

1. Que el dicho D. Francisco de Montejo tendría poder y licencia para conquistar y poblar las islas de Yucatán y Cozumel
2. Que emprendería la obra dentro de un año contado desde la fecha del instrumento.
3. Que sería gobernador y capitán general vitalicio.
4. Que sería Adelantado durante su vida, y a su muerte pasaría el oficio a sus herederos y sucesores para siempre.
5. Que le darían a él, a sus herederos y sus sucesores para siempre diez leguas cuadradas de tierra, y el cuatro por ciento de todos los aprovechamientos que produjesen las tierras conquistadas y pobladas.
6. Que todos los que le acompañasen en la expedición sólo pagarían en los tres primeros años el diezmo del oro de las minas, en el cuarto año el noveno, y así sucesivamente hasta llegar a pagar el quinto.
7. Que todos los efectos que llevase consigo quedarían libres del derecho de exportación, con tal que no fuesen para traficar o vender.
8. Que todos los expedicionarios, se darían porciones de tierras, y, después de vivir sobre ellas cuatro años completos, quedarían en libertad de venderlas o de usarlas como suyas.
9. Que también se reducirían a esclavitud a los indios rebeldes, pudiéndose tomar o comprar los que tuviesen los caciques como tales, bajo las reglas que prescribiese el Consejo de Indias. Los diezmos se concedieron para emplearlos en las iglesias, ornamentos y cosas necesarias para el culto divino.
10. Que ningún abogado o procurador fuese a aquellas tierras del Reino de España ni de ninguna otra parte, para evitar los litigios y controversias que se seguirían de esto.

Francisco de Montejo se dio a la tarea de comprar armas, municiones, caballos y víveres, vendió sus posesiones y preparó cuatro bajeles, zarpando hacia junio de 1527 de Sanlúcar de Barrameda con 400 hombres. Fueron asignados por oficiales reales de Carlos I de España el capitán Alonso Dávila para contador, Pedro de Lima por tesorero, y Hernando Moreno de Quito proveedor de las fundiciones, aunque este último oficio no fue necesario por falta de minas en esta zona. No llevaron intérpretes, por lo que sufrieron dificultades al inicio de la conquista. Francisco de Montejo "El Adelantado", llevó a su hijo de 28 años llamado Francisco de Montejo y León "el Mozo" y a su sobrino de 13 años Francisco de Montejo, el Sobrino quienes más tarde consolidarían las últimas campañas de la conquista.

## Primera campaña 1527-1529
La expedición llegó a la jurisdicción de Ekab en la isla de Cozumel a mediados de 1527, fue recibida cordialmente por el halach uinik Nahum Pat, preservando de esta manera el pacto de paz acordado ocho años antes en la expedición de Cortés. El Adelantado fundó la población de San Miguel de Xamancab el 29 de septiembre de 1527. Después de comunicarse por señas, un nativo se unió a los españoles como guía y futuro intérprete.
Se realizó un pequeño reconocimiento por la costa oriente de la península, el soldado y cronista Blas González reportó a Montejo la existencia de las poblaciones de Zamá (Tulum), Xaman Zamá (Tankah) y de un asentamiento cercano a un pantano en la bahía de Solimán la cual ha mantenido el mismo nombre. Al desembarcar en tierra firme el alférez Gonzalo Nieto grito "¡España, España! ¡Viva España!. ¡En nombre de Dios tomo la posesión de esta tierra por Dios y por el rey de Castilla!" pensaron que sería fácil la conquista, nunca se imaginaron que para lograr su objetivo pasarían más de veinte años y que serían necesarias tres campañas militares. Decidieron establecerse junto a una caleta y fundaron una villa a la cual bautizaron con el nombre de Salamanca de Xel-Há en donde dejaron 40 hombres, se desplazaron en busca de provisiones y en Polé establecieron otro pequeño campamento dejando a una docena de soldados, durante esos desplazamientos no hubo enfrentamientos bélicos ya que los mayas hasta ese momento, ignoraban o rehuían de los recién llegados. 
Se desplazaron al sur y estando en las inmediaciones de la ciudad abandonada de Cobá, los españoles hambrientos comieron un fruto sin pensar en la posibilidad de que este fuera nocivo, los mayas al percatarse de ello, los llamaron en su idioma Ah mak op dzuliloob, que quiere decir los comedores de anonas. En el lugar los expedicionarios enfermaron. 
Cuando regresaron a Salamanca de Xel-Há, solo encontraron a 12 sobrevivientes, los mayas habían atacado la villa, "todos pensaban que eran muertos los que estaban vivos, y se abrazaban con mezcladas lágrimas de gozo"; en Polé la situación aún fue peor, ahí no encontraron sobreviviente alguno. Decidieron trasladar la guarnición a Salamanca de Xaman Há, y se encontraron casualmente con Nahum Pat quién estaba en camino a la boda de su hermana, la reunión fue benéfica pues el halach uinik brindó el paso libre a los conquistadores en su trayecto al norte de la península. 
Continuaron su viaje por la costa hasta el extremo noreste de la jurisdicción de Ekab, llegando al puerto de Conil (Chiquilá), lugar al que consideraron a partir de ese momento como un punto estratégico. Se internaron a una población llamada "Coni", donde Montejo se entrevistó con un nombre anciano llamado Nacom Balam, quién recibió amistosamente a los españoles, y al igual que los pobladores de Cozumel, ofreció rendir tributo a la monarquía española. Nacom Balam fue bautizado con el nombre de Pedro.
Algunos pobladores de la localidad de Chauac Há (del idioma maya: Chauac Há ‘Agua larga’) acudieron al intercambio comercial o "rescate" con los españoles. En esos momentos, un indígena maya arrebató el alfanje de un esclavo de raza negra e intentó asesinar a Montejo, quién pronto tomó su espada para defenderse pero no tuvo necesidad de ello, los soldados españoles en breve mataron al atrevido indio maya. 

..."Memoria de los katunes y de los años en que fue por primera vez conquistada la tierra de Yucatán por los dzules (hombres blancos).  Que dentro del once ahau katún sucedió que se apoderaron de la "puerta del agua" Ekab.  Del Oriente vinieron." 

"Cuando llegaron , dicen que su primer almuerzo fue anonas. Esa fue la causa de que se les llamara "extranjeros chupadores de anonas" fue su nombre.   Así los nombraron los habitantes del pueblo que conquistaron: los de Ekab."  

"Nacom Balam es el nombre del primer conquistado, en Ekab, por el primer capitán Montejo, primer conquistador, aquí en el país de Yucatán.  En este mismo katún sucedió que llegaron a Ichcaansihó"...
Chilam Balam de Chumayel

El Adelantado decidió explorar por primera vez tierra adentro su intención era llegar a Aké, encontró malos caminos y de difícil acceso para los caballos, calor agobiante, y falta de agua, se percataron que los pueblos a su paso se encontraban abandonados y lograron avanzar hasta la localidad de Chauac Há, donde fueron sorprendidos por los mayas cupules quienes se habían concentrado para enfrentar a los conquistadores, en el episodio conocido como la batalla de Chauac Há.
Una gran multitud de mayas cupules de diversas localidades se habían organizado previamente con flechas, varas, lanzas con puntas de pedernal, y mazos, atacaron a los españoles tratando de provocarles miedo gritando y tocando en gran estruendo caparazones de tortugas, bocinas de caracoles, desnudos de carnes cubiertos de pañetes llevaban astas de venado parecían demonios fierísimos con sus cuerpos embarrados de tierras de diversos colores, con la nariz y las orejas horadadas y adornadas. A pesar de contar con superioridad numérica, durante casi dos días que duró la batalla, murieron más de 1,200 guerreros mayas, quienes a pesar de las circunstancias no cedieron su territorio y obligaron a los españoles a replegarse hasta la localidad de Tecoh en la jurisdicción de Ah Kin Chel, en donde habitaban los cheles y cuyo halach uinik era Namux Chel.
El gobernante maya decidió no ofrecer resistencia y dio paso libre a los españoles. Reorganizadas sus fuerzas militares y sanadas sus heridas, los europeos se asentaron a un costado de la ciudad abandonada de Chichén Itzá lugar donde improvisaron una guarnición y construyeron viviendas al estilo de los naturales de la región. Montejo logró mantener un comercio pacífico con los mayas y comenzó a dar órdenes tratando de establecer encomiendas, conforme a las reparticiones planeadas a cada español le tocaba al menos 2,000 o 3,000 indios auxiliares, pero cuando los mayas se dieron cuenta de las veladas intenciones las cuales eran servir a los recién llegados, la situación ya no fue de su agrado.

## Segunda Campaña 1530-1535
Los cheles no habían ofrecido resistencia y muy pronto se hicieron aliados de los españoles, pensando que de esta forma podrían hacer frente a sus rivales los cocomes, la expansión de los españoles continuó. En su búsqueda por oro, "el Adelantado" entendió que los nativos hablaban de existencia de minas de oro al sureste en las jurisdicciones de Uaymil y Chactemal, por lo que decidió dividir sus fuerzas enviando a Alonso Dávila con un grupo de 50 soldados y 16 caballos hacia esa zona, fue una mala decisión pues los grupos quedaron incomunicados y sin poder prestarse ayuda mutua. 
Los mayas se dieron cuenta de que las fuerzas de Montejo se habían debilitado y comenzaron a cercar la guarnición de los españoles de Chichén Itzá, la ubicación no era cercana a la costa, por lo que fueron forzados a desplazarse a Dzilam donde pudieron permanecer algunos meses, cuando abandonaron la villa de Chichén Itzá dejaron un perro con una campana atada, el cual al querer acompañar a sus amos la hizo sonar toda la noche, los nativos montaron en cólera ante el engaño y comenzaron la persecución de los españoles; Namux Chel los ayudó por medio de su tío, el batab de Yobain quién los acompañó hasta Buctzotz, pero las hostilidades continuaron, los españoles tuvieron 150 bajas y tuvieron que huir a la zona de Can Pech, Namux Chel murió durante las refriegas.
En su afán por localizar las riquezas de oro, Alonso de Ávila acompañado de Francisco Vázquez en una avanzada cruzó hacia las jurisdicciones de Uaymil y Chactemal, llegaron a través de Zamá (Tulum) y se instalaron en Bakhalal donde se fundó una guarnición a la que se llamó Villa Real. Desde esta nueva posición se enviaron mensajeros para entrevistarse con el halach uinik de Chactemal y preguntar por la posibilidad de "rescatar" oro y alimentos, como respuesta el gobernante mandó decir que enviaría gallinas en lanzas y el maíz en flechas.
Desde la jurisdicción de Uaymil, Dávila emprendió una avanzada contra el halach uinik de Chactemal, con 5 caballos, 25 españoles e indios aliados, la campaña llevó más de dos meses, después de los enfrentamientos los mayas se retiraron hacia el sur, y los españoles se establecieron en Chablé (Huntichmul), pero el apoyo de aliados no era cuantioso, ante este panorama Dávila prefirió regresar a la Villa Real de Bakhalal donde los mayas iban cercando su guarnición. Se enviaron mensajeros mayas para dar noticias y pedir apoyo a Montejo, pero los naturales los engañaron. Finalmente decidieron pedir ayuda a Andrés de Cerezeda que gobernaba la Villa de Trujillo en Honduras, pero no pudieron otorgarles la ayuda solicitada.
El desplazamiento de "el Adelantado" a la costa occidental de la península no fue tarea fácil, pues los mayas cheles que habían sido sus aliados no eran tan poderosos como las fuerzas enemigas, "el Adelantado" se reunió con "el Mozo" en Dzibikal dentro de la jurisdicción de Chakán juntos avanzaron hacia la costa y llegaron al puerto de Sisal en la jurisdicción de Ah Canul, finalmente los españoles se establecieron en la jurisdicción de Can Pech, y fundaron una villa y fortaleza la cual fue bautizada con el nombre de Salamanca de Campeche que transcurrido el tiempo y transformada en ciudad fue llamada San Francisco de Campeche, en la actualidad capital del estado mexicano de Campeche. 
Después de un viaje sumamente peligroso, Alonso de Ávila logró reunirse nuevamente con "el Adelantado" en Campeche. Desde esta posición Francisco de Montejo y León "el Mozo" realizó algunas incursiones tierra adentro, pero los mayas atacaron incesantemente la fortaleza de los españoles; en una de las escaramuzas el "Adelantado" fue herido en una pierna por una flecha y estuvo a punto de perder la vida, fue salvado por el soldado y cronista Blas González.
En esa época, llegaron noticias de riquezas descubiertas en Perú, muchos soldados abandonaron a Montejo, en busca de oro, pues estaban cansados de una lucha tan larga y con poco resultado, ante la expectativa "el Adelantado" decidió ir en busca de ayuda a la capital de la Nueva España y de igual forma solicitó apoyo a la Corona española, en 1535 retiró sus fuerzas a Veracruz, dejando el interior del Yucatán de nuevo bajo control maya.
La petición de ayuda a la Corona española, fue atendida por la reina Isabel de Portugal quién además de girar órdenes para apoyar a Montejo, envió en 1535 una Real Cédula que le otorgaba la gobernación para la región comprendida desde el río Cupilco en Tabasco hasta el río Ulúa en Hibueras.
El capitán Gonzalo Nieto y "el Mozo" tuvieron que concentrar sus esfuerzos para pacificar la zona de Santa María de la Victoria (Tabasco) pues en ese lugar los nativos se habían rebelado. Por su parte "el Adelantado" tuvo que viajar a Centroamérica.

## Campaña evangelizadora, guerras internas 1535-1540
La ausencia de religiosos en la conquista de Yucatán fue conocida por la reina Juana I de Castilla, quién emitió una Real Cédula en la cual ordenó se solucionara esta situación. Durante un período de relativa calma, algunos clérigos llegaron a la zona de Chakán Putum acompañados de mexicas con la idea de evangelizar a los mayas. A pesar de haber enfrentado ferozmente las incursiones de los conquistadores españoles, en esta ocasión los mayas no fueron hóstiles con los frailes franciscanos quienes llegaron desarmados, la curiosidad de los nativos fue mayor y escucharon pacíficamente las palabras de los evangelizadores.
Entre ellos se encontraban fray Jacobo de Testera y fray Lorenzo de Bienvenida, en su ardua labor solicitaron a los mayas entregar las figuras de ídolos para quemarlas, y comenzar a practicar la doctrina cristiana. Ante la petición, los mayas accedieron y a manera de bienvenida les construyeron casas a los religiosos, al principio los mayas desconfiando enviaron a los hijos de los esclavos para ser evangelizados por los frailes, pero pronto fueron persuadidos y enviaron a sus propios hijos. El mayor logro de los frailes, fue el convencimiento de abolir la esclavitud que practicaban los mayas con sus enemigos de guerra, y la promesa de sumisión a la Corona española.
Pero la paz fue perturbada debido a que algunos soldados españoles amotinados y prófugos llegaron a la zona hostigando a los nativos, vendiéndoles nuevos ídolos de otras provincias para engañarlos y tomar a sus hijos para esclavizarlos. Ante esta clara controversia de la palabra de los frailes, los mayas se sintieron engañados y cuestionaron a los religiosos. ¿Por qué nos habéis mentido engañándonos, que no habían de entrar en nuestra tierra cristianos? ¿Por qué nos habéis quemado nuestros dioses?, pues nos traen a vender otros de otras provincias "buenos" cristianos, ¿Por ventura no eran mejores nuestros dioses?. Ante este inconveniente la tarea de evangelización fue suspendida y los religiosos abandonaron el lugar pues los mayas intentaron asesinarlos.
Debido a las campañas bélicas y a la plaga de langostas, los tutul xiúes descuidaron sus cultivos agrícolas, quisieron realizar una ofrenda en el cenote sagrado de Chichén Itzá, pero para ello deberían cruzar la jurisdicción de sus acérrimos enemigos los cocomes. Pidieron permiso para atravesar el territorio pacíficamente, Nachi Cocom les otorgó el "paso franco", pero todo fue un engaño y emboscó a los tutul xiúes que eran dirigidos por Ah Dzum. La rivalidad entre estas tribus desató una serie de batallas las cuales provocaron que ambas poblaciones fueran diezmadas, a tal punto que cuando los españoles regresaron desconocieron la zona, el odio acumulado hacia los cocomes fue el motivo suficiente para que los tutul xiúes se aliaran incondicionalmente a los conquistadores españoles.

## Gobernaciones de Montejo en Honduras, Chiapas y Tabasco
Francisco de Montejo llegó a Tabasco en el año de 1528 en su calidad de Alcalde Mayor, siendo la primera provincia que el "Adelantado" comenzó a poblar y gobernar, y desde Santa María de la Victoria en donde estableció su "real", dirigiría la conquista de Yucatán. Sin embargo a su llegada, se encontró que los indígenas se habían sublevado, por lo que inició la reconquista de Tabasco, cosa que logró no tan fácilmente, sino haciendo grandes esfuerzos y sufriendo penalidades, en el año de 1537, aunque la pacificación total y definitiva de la provincia se lograría hasta 1560 tras derrotar a los aguerridos cimetecos, quienes fueron los últimos tabasqueños en rendirse a los españoles. Ese mismo año, por instrucciones de Montejo, Alonso de Ávila funda la villa de Salamanca de Acalán; sin embargo, debido a que la población se encontraba en medio de la selva y lejos de los centros de abastecimiento, meses más tarde, Ávila decide abandonar la villa. Una vez lograda la pacificación de Tabasco Montejo centra sus esfuerzos en la conquista de Yucatán. 
En 1535 los colonizadores de la región de Hibueras fueron blanco de ataque de los nativos, por lo que el "Contador y Gobernador" en funciones Andrés de Cerezeda trasladó a la población hacia el occidente dejando deshabitada esa zona. Cerezada continuó realizando campañas militares para someter a los nativos, fue entonces cuando se dio la noticia de la muerte del náufrago y soldado español Gonzalo Guerrero que se había integrado a la cultura maya, pero las acciones militares encabezadas por Cerezada no fueron suficientes. 
La tarea inmediata de el Adelantado era lograr la estabilidad en la zona de Hibueras, por tal motivo se trasladó para combatir a los nativos con ayuda de su capitán Alonso de Cáceres, pero sus primeros intentos fueron infructuosos. Ante esta situación, el virrey Antonio de Mendoza pidió ayuda a Pedro de Alvarado quién para entonces era el Adelantado y Gobernador de Guatemala, el experimentado excapitán de Cortés logró establecer en las cercanías del Puerto de Caballos, la villa de San Pedro y también la villa Gracias a Dios. 
Ante el conflicto de intereses, Montejo pretendió realizar una permuta con Alvarado para intercambiar el territorio de Hibueras por el de Chiapas, por lo que solo ejerció brevemente la gobernación de Honduras, durante ese tiempo los lencas al mando de su líder Lempira realizaron un feroz contraataque, pero fueron derrotados por las fuerzas de Cáceres en 1537. Alvarado viajó a España y consiguió obtener la adjudicación de Hibueras en 1539, la permuta con Chiapas se consolidó. 
Montejo se mudó a Ciudad Real de Chiapa con intenciones de retomar la tarea de conquistar la península de Yucatán, pero como primer paso debía dar apoyo económico y militar a su hijo Francisco de Montejo y León "el Mozo", quien continuaba con las tareas de "pacificación" para someter a los mayas chontales en Tabasco. 
En la zona conocida como Nueva Galicia en el actual estado mexicano de Jalisco, los caxcanes al mando de sus líderes Petacal y Tenamaxtle habían dado un fuerte golpe a las fuerzas españolas dirigidas por Cristóbal de Oñate. Durante el episodio conocido como la Guerra del Mixtón, el virrey Antonio de Mendoza pidió nuevamente ayuda a Pedro de Alvarado, pero esta vez la suerte no favoreció al conquistador quién en batalla fue embestido por un caballo el 24 de junio y después de una penosa agonía murió el 4 de julio de 1541. La gobernación de Honduras quedaba vacante, entonces la recién constituida Real Audiencia de los Confines llamó nuevamente a Francisco de Montejo para ejercer otra vez el cargo. 
Una vez reorganizada la administración de los territorios, Montejo tuvo que presentar sus juicios de residencia en Honduras y en Chiapas para entregar sus gobernaciones, todo esto distrajo su atención de la tercera campaña de la conquista de Yucatán, la cual se realizaba conforme a la estrategia que él mismo había planeado. culminada por su hijo al derrotar a los mayas y fundar en 1542 la ciudad de Mérida sobre las ruinas de la ciudad maya de T'Hó. En junio de ese mismo año de 1542 Francisco de Montejo decide cambiar los poderes de su gobierno, de la villa de Santa María de la Victoria a la recién fundada Mérida.

## Tercera campaña 1540-1545
Mientras “el Adelantado” se encontraba en Centroamérica, Francisco de Montejo y León "el Mozo" había sido nombrado Teniente de Gobernador de Tabasco y estaba al mando de las campañas militares en Santa María de la Victoria. En 1537 el maestre de campo Francisco Gil había fracasado en el intento de colonizar la zona del río Usumacinta, por otra parte la incursión pacífica de los franciscanos era contraria a los intereses de los conquistadores españoles, pues podía representar una enajenación del territorio. Por tal motivo “el Adelantado” giró órdenes a Lorenzo de Godoy para trasladar la guarnición de la villa de San Pedro Tanoche a San Pedro de Champotón. 
La tarea no fue fácil, al principio los mayas en Chakán Putum, cooperaron con los españoles de la nueva villa, pero al ver que eran pocos comenzaron a conspirar. Francisco de Montejo, el Sobrino quien había sido enviado por su primo para ayudar a proteger la posición, se dio cuenta de esta conspiración y en una operación sorpresiva secuestró a los batabob mayas, llevándolos a Santa María de la Victoria, para que ahí estos renovaran obediencia a “el Mozo”. El nombre de la villa cambió a “Salamanca de Champotón”, pero a pesar de todos los esfuerzos hubo deserciones de los colonos españoles, el cabildo y regimiento habían decidido el abandono definitivo de la localidad, solo las protestas de "el Sobrino" habían logrado retrasar la decisión, finalmente en 1540 arribó “el Mozo” con refuerzos e instrucciones precisas para dar comienzo a la tercera campaña militar.
Hacia mediados del año 1540 Francisco de Montejo "el Adelantado" que residía en Villa Real de Chiapa, giró instrucciones completas y precisas de la estrategia a seguir para la conquista de Yucatán a su hijo Francisco de Montejo y León "el Mozo" a quién nombró como teniente de gobernador y capitán general de Yucatán.
La experiencia y conocimiento de la zona que había adquirido "el Adelantado" en las campañas anteriores fue la base fundamental para el desarrollo de la nueva estrategia. Las órdenes incluían fijar la posición de Champotón, avanzar hacia el puerto de Campeche y convocar alianzas con los canules y los tutul xiúes, e ir penetrando en la península, fundando villas y repartiendo encomiendas. La diferencia fundamental de esta campaña, fue fijar fuertemente las posiciones ganadas antes de continuar los avances, además contaron con el apoyo incondicional de los tutul xiúes quienes fueron fuertes aliados de los españoles en su búsqueda de venganza en contra de los cocomes. 

..."Asímismo habéis de trabajar de abrir todos los caminos, ansí para Campeche como para la Mar, derecho a la Costa del Norte, como a los pueblos principales, y en todo pondréis la diligencia y cuidado que fuere posible, porque yo con vos confío en todo porque sé que sois persona que lo sabréis bien hacer, poniendo a Dios Nuestro Señor delante, y el servicio de Su Magestad e bien de la tierra y la execución  de la justicia, de lo qual todo vos mandé dar y dí ésta firmada de mi nombre, Fecha en esta Ciudad Real de Chiapa, de mil y quinientos y quarenta años..."
Carta de Francisco de Montejo "el Adelantado" a su hijo "el Mozo", (1540).

Francisco de Montejo y León "el Mozo", siguiendo las instrucciones de su padre, zarpó de Santa María de la Victoria, capital de la provincia de Tabasco en las inmediaciones de Potonchán y Xicalango, hacia Salamanca de Champotón. "El Mozo" envió a la vanguardia a "el Sobrino" para establecer una guarnición un poco más al norte en Can Pech, poco tiempo después se reunió con su primo y oficialmente el 4 de octubre de 1540 se bautizó el sitio con el nombre de “San Francisco de Campeche” (anteriormente su padre la había llamado Salamanca de Campeche), el lugar tuvo una importancia logística para continuar las campañas militares, pues en el puerto se podría recibir apoyo marítimo, también se ordenó la construcción del templo de Nuestra Señora de la Purísima Concepción en la plaza principal de la localidad. 
"El Mozo" mandó llamar a los halach uinik y batabob de una vasta región: de Can Pech, Tutul Xiu, Ah Canul, Ceh Pech y Ah Kin Chel. Algunos batabob que habían sido leales a los españoles en la segunda campaña, reiteraron su obediencia. De acuerdo a las instrucciones enviadas por "el Adelantado", los conquistadores españoles esperaban penetrar la jurisdicción de Ah Canul de forma pacífica, pero "El Mozo" se llevó una gran sorpresa, pues la mayoría de los batabob se rehusaron a someterse a la Corona española, en especial el batab de Calkiní, lugar principal de la jurisdicción. Francisco de Montejo, el Sobrino, unido con nativos de provincias aliadas y con una compañía de 40 hombres forzó la sumisión de los canules quienes intentaron desesperadamente detener el avance de los españoles. Después de la confrontación, "el Sobrino" tomó la vanguardia de las fuerzas españolas y fue avanzando a través de Tenabo, Hecelchakán, Calkiní, Tuchicán, y Maxcanú.
Los españoles se detuvieron en Tenabo, y Calkiní para reorganizar y abastecer a sus fuerzas militares, pues en Pocboc el Domingo de Ramos de 1541 tuvieron un fuerte problema, se quemó su campamento, y perdieron sus abastecimientos, ropa y municiones. Paso algo de tiempo, antes de llegar a la frontera de la jurisdicción de Chakán, la cual había mostrado signos inequívocos de hostilidad. Nuevamente a la vanguardia "el Sobrino" estableció un campamento en Tuchicán, desde donde comandó sus fuerzas para avanzar hacia T'Hó, (antiguamente llamada Ichcaanzihó), el sacerdote de Peba llamado Ah Kin Chuy trato de detener el avance de las fuerzas españolas, pero fue vencido pues los europeos contaban con superioridad numérica, habían consolidado una alianza con los tutul xiúes. El halach uinik de Tutul Xiu quien se convirtió al cristianismo, envió a su hijo Ah Na Poot Xiu, y Ah Kin Chi, que eran el batab y sacerdote principal de Maní, a Yiban Kaan, batab del pueblo de Tekit, Pacab batab de Oxkutzcab, Nabatun Xiu de Panabchen, Kupul de Sacalum, Nauat de Teabo, Uluac, Ul Uac Chan Cauich, Dzon Ceh de Pencuyut, Ahau Tuyu de Muna, Xul Kum Chan de Tipilkal, Tucuch de Mama, Zit Couat de Chumayel.
Por otra parte, nuevas fuerzas españolas se unieron a "el Mozo", entre ellos los capitanes Alonso de Reinoso quien había participado con "el Adelantado" en las campañas de Hibueras, Jorge de Villagómez, Gaspar Pacheco, quién era veterano de la conquista de los zapotecas y su hijo Melchor. También habían llegado indios auxiliares de Azcapotzalco, lugar donde "el Adelantado" tenía su encomienda ganada durante la conquista de Tenochtitlan. Con todas estas fuerzas la sumisión de Tho' defendida por el batab y sacerdote Ah Kin Euan no fue difícil, quién una vez sometido fue bautizado con el nombre de Francisco.
Una vez tomada y controlada la plaza de Tho', se enviaron embajadores de paz a Sotuta, pero los cocomes eran acérrimos enemigos de los tutul xiúes, el halach uinik Nachi Cocom como respuesta negativa ordenó sacrificar a los enviados. Los cocomes y cupules planearon una fuerte ofensiva, de acuerdo a la relación del bachiller Valencia, el 11 de junio de 1541, 40.000 guerreros marcharon hacia la guarnición de Tho', se trabó la reñidísima Batalla de San Bernabé, hubo una gran cantidad de bajas, y al final los nativos tuvieron que emprender la retirada.
Finalizadas las hostilidades, Montejo "el Mozo" fundó, también por instrucciones del Adelantado, la capital de Yucatán el 6 de enero de 1542, la cual se estableció sobre las ruinas de T'Hó y la bautizó con el nombre de Mérida en donde establecieron su casa principal, porque en su asiento hallaron edificios de cal y canto bien labrados y con muchas molduras como las que los romanos hicieron en Mérida, la de España..

..en todo este año se ocuparon los invasores en atraerse y conciliarse a todos los caciques vecinos, y el día 6 de enero de 1542 fundaron con todas las formalidades de la ley la "Muy noble y muy leal ciudad de Mérida" en el sitio mismo que ocupaba el pueblo indio de Thoo.
Incidentes del Viaje a Yucatán, John Lloyd Stephens (1843).

.."Fundaron la comarca de Tho', Ichcaansiho, en el once ahau katún. Su primer jefe era don Francisco de Montejo, Adelantado.  El dio sus pueblos a los dzules, "hombres de Dios", dentro del año en que llegaron los padres. Cuatro años después de que llegaron los dzules, empezó a "entrar agua sobre la cabeza de los hombres", se establecieron los padres y se les repartieron pueblos"..
Chilam Balam de Chumayel, anónimo.

Después de este triunfo, "el Mozo" envió compañías para continuar con campañas militares en las cercanías y en todas direcciones. Los mayas fueron persistentes en sus levantamientos, pero nunca volvieron a ser amenaza para la ciudad. "El Mozo" marchó hacia Ah Kin Chel y ordenó a Rodrigo Álvarez asignar las encomiendas en la zona de Mérida, razón por la cual algunos nativos huyeron a las jurisdicciones de Chikinchel, Cochuah y Calotmul. Conquistado el puerto de Campeche se aseguró el abasto de Mérida, y los europeos planearon los siguientes avances. 
De esta forma "el Mozo" se dirigió a la jurisdicción de Sotuta para someter a Nachi Cocom, a pesar de la fuerte resistencia la campaña fue breve y el halach uinik fue derrotado y subyugado, se le convirtió al cristianismo y se le hizo juramentar al rey de Castilla, se le respetó la vida y la jerarquía ante su pueblo.
Alonso de Reinoso dejó las labores de conquista para reunirse con "el Adelantado" en Hibueras, quién por su parte volvió a mandar instrucciones precisas para continuar con las campañas militares, en esta ocasión nombró a "el Sobrino" teniente de gobernador y capitán general, para ocupar Conil y la costa oriental de la península de Yucatán. 
Alonso López fue enviado para conquistar el distrito de Calotmul, habitado por un grupo de tutul xiúes que no eran aliados de los españoles, pudo someter la región no sin antes ser fuertemente atacado en Tekax, donde le hicieron retroceder brevemente. Después de atender asuntos administrativos en Mérida, "el Mozo" apoyó a su primo realizando campaña en Cochuah durante cuatro meses, no logró la completa sumisión de la jurisdicción pero capturó un considerable número de enemigos entre los cuales había mujeres y niños.
El maestre de campo Bernardino de Villagómez incursionó a la jurisdicción de Ah Kin Chel y fue bien recibido en Tecoh, en el lugar se estableció un campamento. Villagómez envió requerimientos a los batabob de Chikinchel y Cupul, algunos accedieron, de forma particular destaca el batab de T-Pop que era cupul. Establecida la línea de suministro a la localidad de Tecoh y organizadas las fuerzas militares, "el Sobrino" giró órdenes a Bernardino Villagómez para avanzar a la jurisdicción de Tazes. "El Sobrino" por su parte formó nuevas alianzas con algunos batabob de Chikinchel y a principios de 1543 marchó desde Izconti hacia Chauac Ha, en ese lugar estableció una nueva guarnición, los batabob de la propia jurisdicción de Chickinchel, Ekab y Tazes respondieron afirmativamente a los requerimientos de la Corona española. Los cupules también accedieron al sometimiento, pero no eran sinceros.
El capitán Francisco de Cieza fue designado para mantener la nueva guarnición, y "el Sobrino" avanzó hacia Cochuah para realizar una segunda campaña militar, logrando mayores resultados que su primo, pues avanzó hasta la frontera de la jurisdicción de Uaymil y Chactemal. La campaña duró varias semanas de guerra encarnizada, también se capturó y esclavizó a un número considerable de nativos. 
Terminada esta segunda campaña de Cochuah, "el Sobrino" regresó a Chauac Há y decidió fundar el 24 de mayo de 1543 en ese sitio la villa de Valladolid, en honor a la ciudad homónima de Castilla y Bernaldino Villagómez fue nombrado alcalde. Semejante a los hechos ocurridos en Mérida, los mayas de Cupul y Cochuah conspiraron y atacaron la nueva villa, Francisco de Cieza realizó una campaña contra la población maya de Zaci (o Zaqui) y pudo controlar la zona adyacente. El 24 de marzo de 1544, la villa de Valladolid fue trasladada hacia la ubicación de Zaci, pues las condiciones ambientales eran más favorables y benéficas que en Chauac Há.
"El Sobrino" atravesó la jurisdicción de Ekab hasta el puerto de Polé sin tener señales de hostilidad, sus intenciones eran contactar al halach uinik de Cozumel y refrendar el acuerdo de paz. Las condiciones climatológicas eran adversas a la navegación, y tras dos fallidos intentos de cruzar el canal de Yucatán, una de las canoas se volcó muriendo 9 españoles y varios indígenas. Finalmente el halach uinik cruzó el canal y se entrevistó con "el Sobrino" confirmando nuevamente la aceptación del dominio español. La noticia de los españoles ahogados llegó de forma distorsionada hasta las jurisdicciones de Cupul y Cochuah, se creía que el propio Montejo había muerto, y una nueva rebelión comenzó.
Gaspar Pacheco, Melchor Pacheco y Alonso López Zarco fueron los encargados de realizar las campañas militares en las jurisdicciones de Uaymil y Chactemal, sus métodos fueron los más crueles de la conquista de Yucatán. Lograron fundar en 1544 la villa de "Salamanca de Bakhalal". Las hostilidades continuaron durante más de un año, los batabob o sacerdotes incitaban a esporádicas rebeliones, fue hasta finales de 1545 de acuerdo a la relación del bachiller Valencia, cuando se reportó una relativa pacificación de las villas. 

“Que los indios recibían pesadamente el yugo de la servidumbre, mas los españoles tenían bien repartidos los pueblos que abrazaban la tierra, aunque no faltaba entre los indios quien los alterase, sobre lo cual se hicieron castigos muy crueles que fueron a causa de que apocase la gente.  Quemaron vivos a algunos principales de la provincia de Cupul y ahorcaron a otros"....
..“Que se alteraron los indios de la provincia de Cochua y Chectemal y los españoles los apaciguaron de tal manera que, siendo esas dos provincias las más pobladas y llenas de gente, quedaron las mas desventuradas de toda aquella tierra.  Hicieron en los indios crueldades inauditas cortando narices, brazos y piernas, y a las mujeres los pechos y las echaban en lagunas hondas con calabazas atadas a los pies; daban estocadas a los niños porque no andaban tanto como las madres, y si los llevaban en colleras y enfermaban, o no andaban tanto como los otros, cortábanles las cabezas por no pararse a soltarlos. Y trajeron gran número de mujeres y hombres cautivos para su servicio con semejantes tratamientos. Se afirma que don Francisco de Montejo no hizo ninguna de estas crueldades ni se halló en ellas, antes bien le parecieron muy mal, pero que no pudo evitarlas.”.
Relación de las cosas de Yucatán, Diego de Landa

## Rebelión de 1546-1547
En 1546, cuando la conquista de Yucatán parecía haber terminado, “el Adelantado” y su esposa Beatriz de Herrera viajaron a San Francisco de Campeche para reunirse con su hijo “el Mozo” y “el Sobrino” . Para los mayas las nuevas condiciones de vida no eran de su agrado, no aceptaban la nueva religión, no aceptaban el sistema de encomiendas ni los tributos requeridos, y los hechos violentos en las campañas de los Pacheco en las jurisdicciones de Cochuah, Uaymil y Chactemal habían despertado un gran resentimiento hacia los españoles. Organizados principalmente por los batabob, sacerdotes (ah kin) y guerreros de la jurisdicción de Cupul, conspiraron un plan para iniciar un levantamiento la noche del 8 a 9 de noviembre (5 Cimi 19 Xul, muerte y final del calendario maya). En Valladolid, se conjuraron y mataron 17 españoles y 400 indios auxiliares. Entre los muertos se encontraba el capitán y alcalde Bernaldino de Villagómez, las acciones de los mayas fueron violentas, algunas víctimas fueron quemadas, a otras se les extirpó el corazón, y en general los cuerpos fueron descuartizados; enviaron brazos y piernas por toda la tierra como una señal para que el resto de la población nativa se sublevase, estalló una rebelión simultánea de 20.000 guerreros mayas.
Las noticias llegaron a Mérida y al puerto de Campeche, Francisco de Cieza, Alonso de Villanueva, Rodrigo Álvarez, y Francisco Tamayo Pacheco comenzaron a organizar la defensa y contraataque, pues la ciudad de Valladolid había sido sitiada. 
Por alguna razón desconocida los mayas de la zona de la ciudad de Mérida no habían iniciado las acciones bélicas conforme a sus planes. Percatándose del retraso, Rodrigo Álvarez evitó el alzamiento capturando en una rápida acción a los principales batabob, "el Mozo" montó su cuartel general en la ciudad de Mérida. Francisco de Bracamonte y su hermano Hernando comandaron las fuerzas españolas para someter a los cocomes de la región de Sotuta. Álvarez y Tamayo Pacheco organizaron una columna de auxilio a Valladolid y después de dos semanas rompieron las líneas sitiadoras rescatando a la población. Una vez roto el sitio Tamayo continuó la guerra contra los mayas de la zona. Francisco de Cieza fue el encargado de combatir la jurisdicción de Tazes.
Salamanca de Bacalar, se encontraba aislada y sin apoyo militar, los residentes españoles fueron sitiados. Mientras tanto Hernando Bracamonte avanzó a la jurisdicción de Cochuah y "el Sobrino" avanzó hacia Cupul, subyugadas estas zonas ambas fuerzas marcharon hacia Uaymil y Chactemal, acamparon en el pueblo de Texio y a principios de 1547 Juan de Aguilar y Melchor Pacheco recuperaron la villa de Bacalar. Las fuerzas españolas marcharon hacia la isla de Chanlacan y de esta manera sometieron el área septentrional de la península.
En marzo de 1547, las jurisdicciones de Tazes, Cupul, Cochuah, Uaymil y Chactemal habían sido reconquistadas, los mayas se habían replegado al noreste en la jurisdicción de Chikinchel, este último reducto fue sometido por Francisco Tamayo Pacheco. Las palabras de "el Adelantado" fueron "..plugo a Dios que se remedió e se pacificó la tierra aunque con harto trabajo".
Los líderes de la rebelión principalmente eran sacerdotes quienes fueron sentenciados a muerte mediante proceso legal, durante las acciones bélicas hubo actos de crueldad, pero no tan graves como los realizados en la campaña de los Pacheco. En el área de Campeche se esclavizaron 2 000 enemigos en su mayoría cupules, esta práctica fue amparada de acuerdo a la Real Cédula expedida a favor de Francisco de Montejo cuando se le había nombrado "Adelantado", pero era contraria a las Leyes Nuevas promulgadas en 1542, por tal motivo "el Adelantado" tuvo que liberar a los esclavos. La costa este y sureste de la península quedó despoblada, muchos indígenas huyeron al Petén Itzá. 
Ante las expectativas, "el Adelantado" convocó una asamblea en Mérida, donde prometió a todos los jefes mayas que gobernaría bajo un principio de justicia y equidad, prometió que todo español que hiciera daño a los nativos sería castigado, y ordenó a los mayas a liberar a sus propios esclavos de guerra. Poco a poco las actividades en las poblaciones volvieron a regresar a la normalidad, pero un gran porcentaje de la tierra quedó despoblada.

## Inicio de la época virreinal

### Diócesis
En 1547 arribaron cinco frailes franciscanos a la península de Yucatán, entre ellos Diego de Landa, quien fue nombrado asistente de guardián de Izamal, iniciando dos años más tarde los trabajos de construcción del convento de la localidad. En 1552 fray Juan de San Francisco fue nombrado obispo de Yucatán, pero renunció en 1557 sin haber pisado la nueva diócesis; fray Juan de la Puerta fue nombrado su sustituto, pero murió en Sevilla antes de cruzar el Océano Atlántico, por tales motivos la diócesis de Yucatán funcionó como una prelatura territorial hasta la llegada del obispo Francisco del Toral.
Siendo guardián de la ciudad de Mérida y antes de la llegada del nuevo obispo, el 13 de septiembre de 1561 Diego de Landa fue nombrado provincial o máxima autoridad eclesiástica de la península, durante ese tiempo promovió la evangelización de los mayas, sin embargo la tarea fue motivo de controversias, por una parte los encomenderos se quejaron porque los mayas descuidaban las labores asignadas en las encomiendas a causa de asistir a las clases de catecismo, y por otra parte un segmento de la población maya aún se rehusaba a la aceptación de la fe católica negándose a abandonar sus ancestrales rituales religiosos; fueron reportados incidentes de sacrificios o intentos de sacrificios humanos por parte de varios jefes mayas, entre ellos, Lorenzo Tuit y Luis Pech en 1558, Gaspar Che en 1562. Ante esta perspectiva Landa decidió ordenar la detención de los batabob de Pencuyut, Tekit, Tikunché, Hunacté, a Francisco Montejo Xiu de Maní, Diego Uz de Tekax, Francisco Pacab de Oxkutzcab, Juan Pech de Mama y algunos otros, a quienes se les escarmentó.
En una acción drástica el 12 de julio de 1562 se realizó el Auto de fe de Maní durante el cual se incineraron ídolos de diferentes formas y dimensiones, grandes piedras utilizadas como altares, piedras pequeñas labradas, vasijas y códices con signos jeroglíficos. El objetivo era lograr la conversión de los nativos, algunos de ellos aceptaron la fe católica, pero otros idearon medios para intentar preservar sus cultos religiosos. El resultado negativo de esta acción, fue la casi total pérdida de la historia escrita en códices de la cultura maya.
Por conveniencia política, el evento fue criticado por los colonos españoles quienes enviaron sus quejas al rey Felipe II, argumentando que "en lugar de doctrina, los indios recibían miserables tormentos y que Diego de Landa había sobrepasado sus atribuciones como provincial". El 14 de agosto de 1562 se instaló en Mérida el Obispo fray Francisco del Toral, y Landa realizó en abril de 1563 un viaje a España para presentar su defensa. Las acusaciones se fundamentaban en un abuso de atribuciones de autoridad por parte del fraile, pero no procedieron debido a que la normatividad establecía que a falta de obispo residente, el provincial quedaba facultado para ejecutar los trabajos de inquisidor.
Durante esa época, Landa escribió los manuscritos conocidos como Relación de las cosas de Yucatán los cuales fueron archivados, y descubiertos hasta 1862 por el abad Charles Étienne Brasseur de Bourbourg, para ser publicados a finales del siglo XIX; desde entonces han sido de vital importancia para el estudio y comprensión de la cultura maya. A pesar del controvertido hecho histórico del Auto de fe de Maní, cuando murió Francisco del Toral, un segmento de los jefes mayas solicitaron que Diego de Landa fuera designado como nuevo obispo de Yucatán, la petición tuvo éxito y el fraile ejerció el cargo desde 1572 hasta su muerte en 1579.
En 1588 en la península de Yucatán se habían instalado 22 conventos, cuyos frailes eran coordinados por el Obispo de Yucatán, y la zona se había convertido en una diócesis sufragánea del Arzobispo de México. Las villas más importantes eran Santa María de la Victoria en Tabasco, Valladolid, San Francisco de Campeche, Salamanca de Bacalar y la ciudad de Mérida en cuya catedral residía el Obispo.
Se establecieron escuelas para enseñar a los nativos a leer y escribir con el alfabeto latino el idioma español y el idioma maya, también se impartió la doctrina y moral cristiana. Nakuk Pech fue bautizado como Pablo Pech y escribió la Crónica de Chicxulub en 1562, el nieto del halach uinik de los tutul xiúes fue bautizado como Gaspar Antonio Xiu, aprendió español, maya y latín, junto con Martín de Palomar escribió una relación histórica y de costumbres que fue dirigida al Rey en 1579. 
Se enseñaron también algunos oficios, y debido a ello en poco tiempo en cada pueblo hubo indios herreros, herradores, freneros, cerrajeros, zapateros, carpinteros, silleros, oyeros, arrieros, albañiles, canteros, sastres, pintores, entalladores y escultores.

### Gobierno
Francisco de Montejo ejerció su nombramiento de "Adelantado, Capitán General y Alguacil Mayor de Yucatán, Cozumel y Tabasco" a partir de 1546 cuando llegó a reunirse con su hijo y sobrino en San Francisco de Campeche, sin embargo en 1550 fue acusado de irregularidades en su administración, por tal motivo fue destituido de su cargo y tuvo que viajar a Sevilla para presentar su defensa ante el Consejo de Indias, pero murió en 1553 cuando aún no había una resolución final del caso. Su hijo Francisco de Montejo y León "el Mozo" vivió como un ciudadano respetable en la ciudad de Mérida.
El presidente de la Junta de los Confines de la Real Audiencia de Guatemala Alonso de Cerrato, envió el 13 de enero de 1552 a Tomás López Medel como Visitador a la provincia de Yucatán, y se dictaron unas ordenanzas que permanecieron en vigor hasta la Constitución de Cádiz, a principios de 1560 llegó Garci Jofre de Loaisa enviado como segundo Visitador, para intentar reconciliar a encomenderos y frailes; ese mismo año, la provincia de Yucatán que hasta entonces dependía de la Audiencia de los Confines radicada en Guatemala, pasó a depender por decreto de Real Cédula a la Real Audiencia de México; años más tarde se le reconocería como Capitanía General de Yucatán.
La administración de la colonia residió en gobernadores nombrados por el rey de España, quienes ejercían su mandato durante períodos de cinco años, si se trataba de personas avencindadas en la península de Yucatán el período solo era de tres años. Para cuando se finalizó la conquista de Yucatán, las Leyes Nuevas prohibían la esclavitud de los mayas, Francisco de Montejo y León "el Mozo" realizó el reparto de las primeras encomiendas, cuyos encomenderos tenían la obligación de dar seguimiento a las enseñanzas cristianas, así como defender a los encomendados y sus bienes, a cambio de ello recibían periódicamente el tributo de los nativos. Todos los españoles y criollos eran soldados alistados sin sueldo, y cada encomendero estaba obligado a conservar en su casa caballos y armas. Por otra parte se trajeron esclavos de raza negra.
La administración de las localidades mayas residió en los antiguos batabob que se habían sometido a la Corona española, se les respetó el derecho a gobernar y transmitir a sus hijos la misma facultad, solo en caso de crimen o falta grave se les podía quitar ese derecho. En esos casos el gobernador realizaba otro nombramiento, de esta forma los jefes mayas eran representantes del Rey y delegados del Gobernador en turno. 
Cada jefe maya tenía un concejo o ayuntamiento, el cual se formaba por alcaldes, regidores y alguaciles elegidos anualmente entre los vecinos. La comunidad debía sostener al concejo, mediante la producción de una milpa de maíz, la cual por cada cincuenta adultos debería producir una fanega, dicho producto era guardado en la troje comunal. El concejo debería procurar que cada padre de familia tuviera su propia siembra de maíz y otras legumbres, doce gallinas, un gallo, seis pavos hembra y un pavo macho, así como una buena casa de paja. Era obligación de los regidores cerciorarse de la higiene, salubridad y policía. La venta de aguardientes o licores así como la posesión de armas quedó terminantemente prohibida para los mayas. Las penas correccionales eran la multa, la prisión y los azotes.

### Impuestos, diezmo y tributo
Los españoles y criollos deberían pagar el almojarifazgo para importaciones y exportaciones, así como la alcabala para transacciones in situ. Adicionalmente se recaudaba el diezmo para la Iglesia, del cual un 25% correspondía al obispo, en caso de estar vacante el puesto el porcentaje era reservado para el rey, el 75% restante se dividía entre clérigos, canónigos, capellanes, y trabajadores de las parroquias.
El comercio entre los indios mayas quedaba documentado en libros pero exento del pago de alcabala, también estaban exentos del diezmo; sin embargo se les exigió el tributo el cual debía ser entregado a los encomenderos, cuatrimestralmente debían entregar mantas de algodón tejidas las cuales eran manufacturadas por las mujeres y equivalían a 15 jornales, semestralmente debían entregar una fanega de maíz, y anualmente pequeñas cantidades de chile, frijol, miel, dos sogas de henequén, un cántaro, una olla y un comal de barro; dependiendo de la zona los encomendados en lugar de entregar como tributo fanegas de maíz, entregaban fanegas de sal o arrobas de pescado.

## Conquista de los itzáes

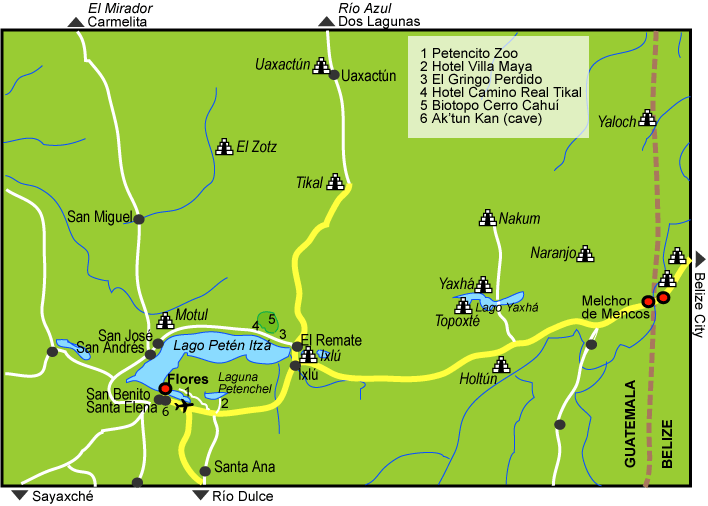
Tayasal en el Lago Petén Itzá (Guatemala).

Desde el viaje a Hibueras de Hernán Cortés realizado en 1525, se tenía constancia de los asentamientos de los itzáes en el Petén guatemalteco, a finales del siglo XVI se pretendió conquistar a los itzáes, en 1596 el capitán Ambrosio de Argüelles recibió capitulaciones y órdenes para incursionar en la zona, sin embargo los planes se retrasaron y hasta 1601 se reconfirmó la expedición.

..Y si pacificada la tierra de la bahía de la Ascensión, hubiese comodidad de pasar adelante, y llegar a la de los indios Ytzaex, que es en tierra firme de esta provincia, entre ella y la de la Verapaz y Tabasco, pudiese entrar en ella a reducirlos, por ser tan perniciosos con su vecindad, no sólo viviendo ellos en su infidelidad e idolatría, pero recogiendo a muchos bautizados, que de esta provincia se huyen a ellos a vivir en sus ritos y ceremonias gentílicas, y los encomendase,...Esta capitulación se hizo en la ciudad de Mérida a veinte y tres dias del mes de noviembre de mil y seiscientos y un años, por ante Luis de Torres, escribano público...
Historia de Yucatán, Diego López de Cogolludo (1688).

En febrero de 1602, Argüelles zarpó con una fragata del puerto del Cuyo o río Lagartos con dirección a Cabo Catoche, pero al doblar la punta se encontraron con un nao inglesa que después de dispararles, los abordó. Los piratas ingleses robaron la embarcación y abandonaron a los españoles en la playa de Ekab. Tras la pérdida, el capitán quedó muy gastado y cesó los intentos de una nueva expedición. 
En 1618, siendo gobernador de Yucatán Francisco Ramírez Briceño, los franciscanos fray Bartolomé Fuensalida, fray Juan de Orbita, incursionaron al Lago Petén Itzá y contactaron en Tayasal al halach uinik de los mayas itzaes llamado Canek. Fueron bien recibidos, y algunos habitantes se bautizaron y se convirtieron a la fe católica, pero los misioneros se sorprendieron al darse cuenta de que los mayas adoraban a un caballo de madera al que llamaban Tizimín Chac que significa caballo del trueno o rayo, y procedieron a destruir al ídolo. El halach uinik insultó y expulsó a los frailes, rechazando convertirse al cristianismo. En 1624 volvió a darse otro intento de conquista al llegar el capitán Francisco Mirones con sesenta soldados y varios franciscanos, pero todos ellos fueron capturados y sacrificados por los itzaes. Poco después, el capitán Fernando Camal organizó una avanzada con 150 mayas aliados, logrando capturar en Sacalum al batab Ah Kin Pol quien fue trasladado a Mérida para ser ejecutado en la horca. 
No fue sino hasta 1697 cuando con una fuerza mayor, el capitán general Martín de Urzúa y Arismendi con 235 soldados españoles provenientes de Yucatán y Tabasco, otros tantos aliados mayas, caballos, artillería, y un destacamento de hombres y mulas para abrir camino a través de la selva. Instalaron una fortaleza en la orilla del lago Petén Itzá y construyeron pequeños barcos para cruzar el lago. El 13 de marzo de 1697 esta fuerza tuvo éxito en la conquista de la ciudad maya de Tayasal. Martín de Urzúa quemó la biblioteca de los itzáes porque supuestamente los libros «contenían mentiras del diablo», y divulgó más adelante que la ciudad tenía tantos ídolos que, con casi todo el ejército dedicado al trabajo, tardó desde las nueve de la mañana hasta las cinco de la tarde en romperlos todos. Con la toma de Tayasal terminó la conquista española de las tierras mayas, no quedando ningún poblado indígena independiente.

No quisieron esperar a los Dzules, ni a su cristianismo. No quisieron pagar tributo. Los espíritus señores de los pájaros, los espíritus señores de las piedras preciosas, los espíritus señores de las piedras labradas, los espíritus señores de los tigres, los guiaban y los protegían.  ¡ Mil seiscientos años y trescientos años más y habría de llegar el fin de su vida !  Porque sabían en ellos mismos la medida de su tiempo.

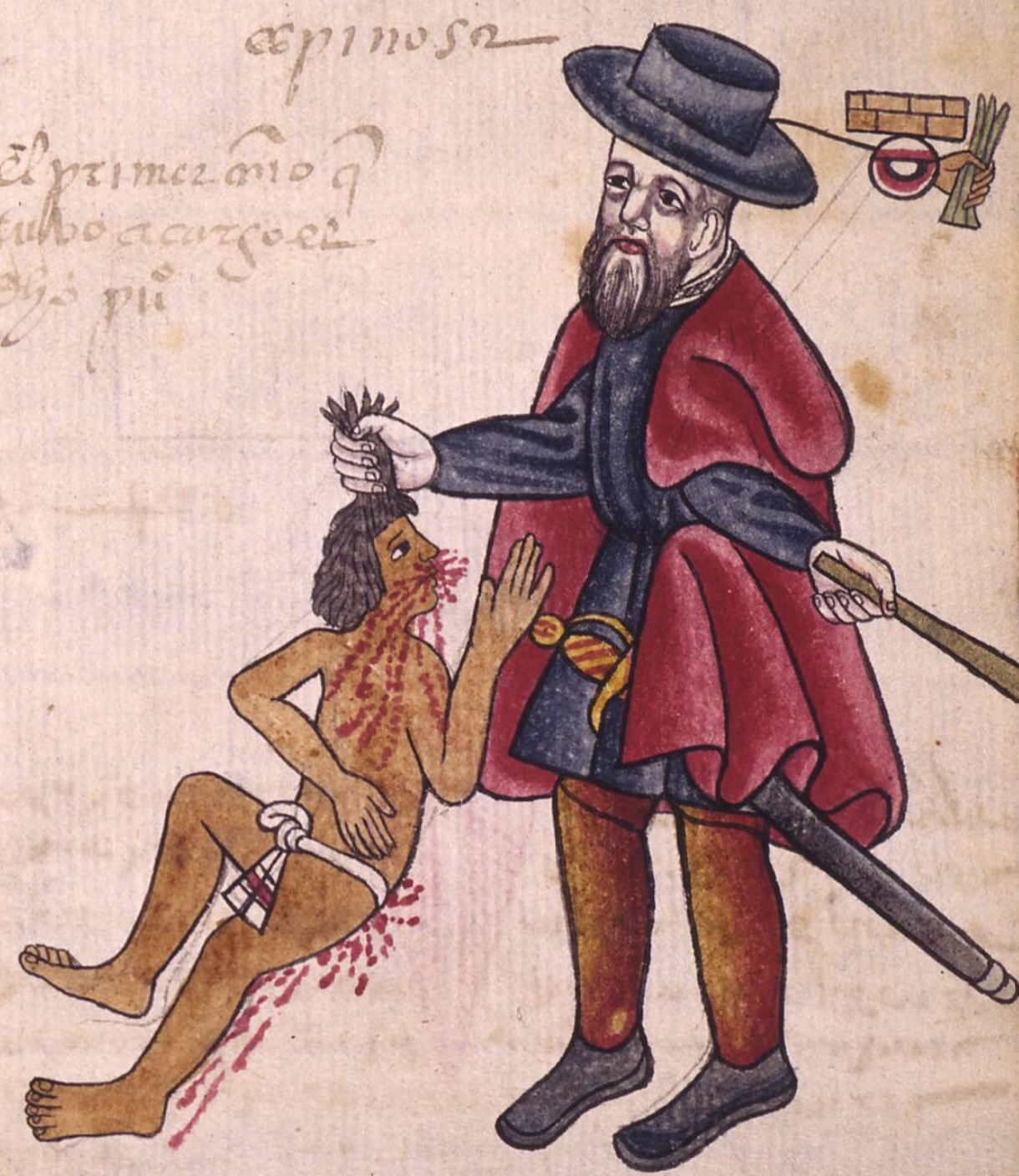
Códice Kingsborough (1836): un encomendero abusa de un indio.

Toda luna, todo año, todo día, todo viento, camina y pasa también. También toda sangre llega al lugar de su quietud, como llega a su poder y a su trono. Medido estaba el tiempo en que pudieran elevar sus plegarias. Medido estaba el tiempo en que pudieran recordar los días venturosos. Medido estaba el tiempo en que mirara sobre ellos la celosía de las estrellas, de donde, velando por ellos, los contemplaban los dioses, los dioses que están aprisionados en las estrellas. Entonces todo era bueno. 
Había en ellos sabiduría. No había entonces pecado. Había santa devoción en ellos. Saludables vivían. No había entonces enfermedad; no había dolor de huesos; no había fiebre para ellos, no había viruelas, no había ardor de pecho, no había dolor de vientre, no había consunción. Rectamente erguido iba su cuerpo, entonces. 
Pero vinieron los Dzules y todo lo deshicieron. Ellos enseñaron el miedo; y vinieron a marchitar las flores. Para que su flor viviese, dañaron y sorbieron la flor de los otros. Mataron la flor de Nacxit Xuchitl. 
No había ya buenos sacerdotes que nos enseñaran. Ese es el origen del asiento del segundo tiempo, del reinado del segundo tiempo. Y es también la causa de nuestra muerte. No teníamos buenos sacerdotes, no teníamos sabiduría, y al fin se perdió el valor y la vergüenza. Y todos fueron iguales. 
No había Alto Conocimiento, no había Sagrado Lenguaje, no había Divina Enseñanza en los sustitutos de los dioses que llegaron aquí.  ¡ Castrar al Sol !  Eso vinieron a hacer aquí los extranjeros. Y he aquí que quedaron los hijos de sus hijos en medio de las gentes, que sólo reciben su miseria.
 
Sucede que tienen rencor estos Dzules, porque los Itzaes tres veces fueron a atacarlos a causa de que hace sesenta años les quitaron nuestro tributo, porque desde hace tiempo están predispuestos contra estos hombres Itzaes. No, nosotros lo hicimos y nosotros lo pagamos hoy. Tal vez por el Concierto que hay ahora esto acabe en que haya concordia entre nosotros y los Dzules. Si no es así, vamos a tener una gran guerra.
Chilam Balam de Chumayel, anónimo.

## Epílogo

### Encomienda y servidumbre

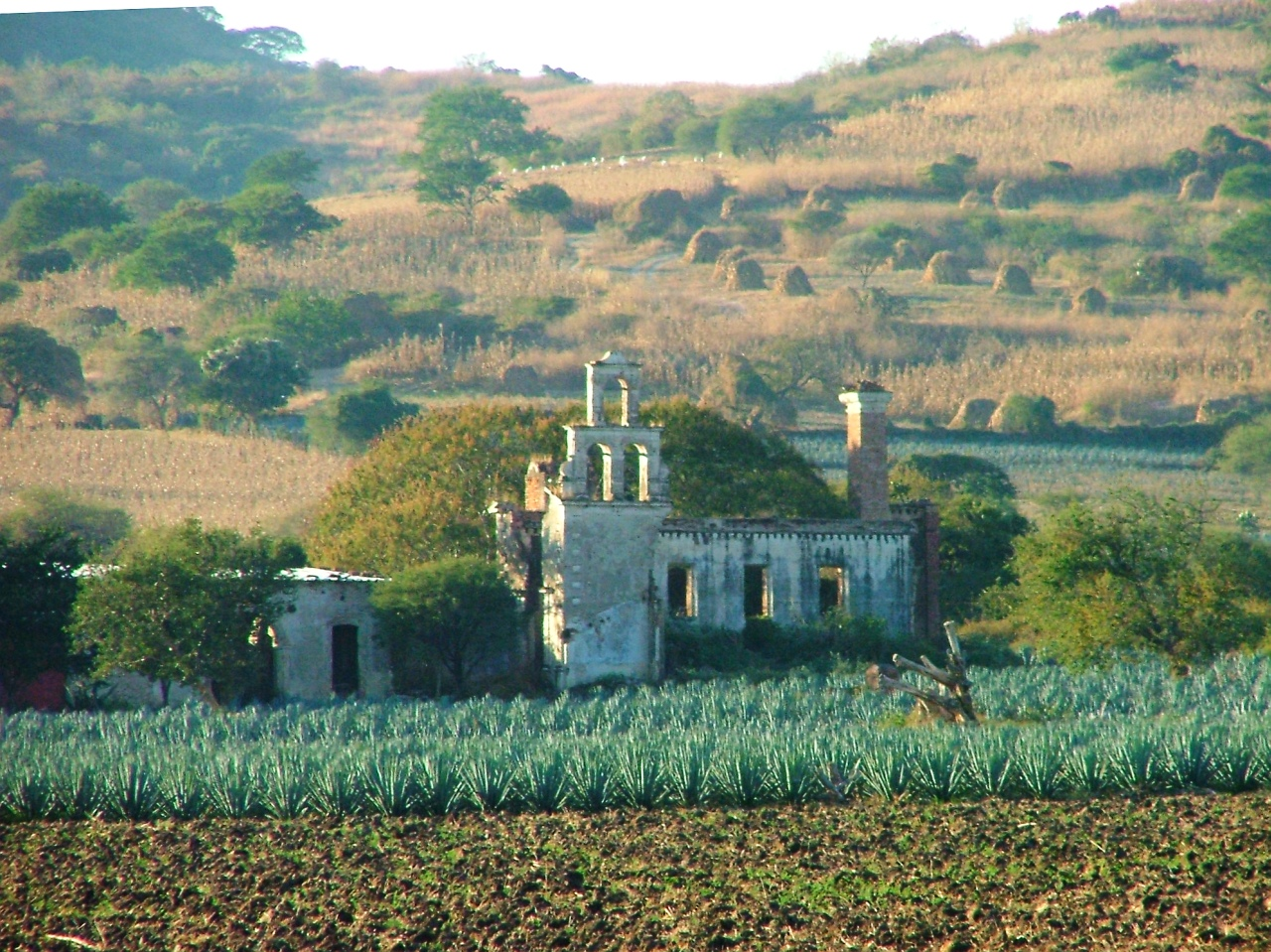
Hacienda.

En 1517 y 1518 ocurrieron los primeros enfrentamientos con los expedicionarios españoles, pero las campañas militares para la conquista de Yucatán iniciaron de forma organizada en 1527 terminando en 1547 en la península y en 1697 en el lago Petén Itzá, además de las bajas provocadas durante los enfrentamientos bélicos, durante el siglo XVI se reportaron epidemias de viruela y sarampión, estas enfermedades provocaron un descenso demográfico en la población maya, los porcentajes de este fenómeno variaron del 60 al 90%, y quedaron registrados en las listas de tributarios de los encomenderos.
Antes de finalizar las campañas militares de los Montejo, el dominico fray Bartolomé de las Casas había logrado convencer al rey Carlos I de España, para que se promulgaran las Leyes Nuevas que protegían a los nativos de América, entre las ordenanzas principales se establecía:
- "Que por ninguna causa se pudiera hacer esclavos a los indios, en lo sucesivo, ni por causa de guerra, ni a título de rebelión, ni por rescate, ni de otra manera" y
- "Que los indios no fuesen obligados a carga contra su voluntad y sin pagarles por aquel trabajo, cuidándose de que la carga, en donde esto no pudiera evitarse, ni fuese excesiva, ni trajese peligro de su salud o de su vida".

El descontento por la promulgación de estas ordenanzas no fue agradable para los colonos españoles, no obstante Francisco de Montejo y León "el Mozo" adjudicó el primer reparto exitoso de encomiendas, a pesar de que jurídicamente no podía ejercerse esclavitud contra los nativos, algunos encomenderos además de recibir sus tributos, realizaron abusos, pues los mayas fueron explotados y obligados a trabajos forzosos a manera de servidumbre. 
Los mayas fueron educados y defendidos por los religiosos ante el abuso habitual de los colonos, aunque con mano firme se escarmentó a quienes rehusaban la conversión a la fe católica y a quienes se negaban a abandonar sus antiguos rituales religiosos, debido a esta situación se llevó a cabo el polémico Auto de Fe de Maní en 1562. A pesar de ello, el esfuerzo de los frailes no fue suficiente y los descendientes además de no aceptar su nuevo estatus social, fueron acumulando un resentimiento contra los hombres blancos o dzules. El rey Felipe II de España promulgó bajo la ley VI, título II una jornada laboral máxima de 8 horas para las colonias en América, pero nunca se aplicó a cabalidad esta ordenanza.

### Abolición de servidumbre y hambruna
Administrativamente la Capitanía General de Yucatán se estableció en 1617 comprendiendo los actuales estados de Tabasco, Campeche, Yucatán, Quintana Roo, en 1627 el rey Felipe IV instruyó mediante Real Cédula que la Capitanía estaría supeditada a las órdenes del Virrey de Nueva España, esta determinación fue reiterada en 1680 durante la Recopilación de Leyes de las Indias, los territorios se expandieron y abarcaron el norte del Petén Guatemalteco, y Belice tras haber conquistado el último reducto de los itzáes. 
En 1722 el obispo de Yucatán Juan Gómez de Parada denunció los abusos de los encomenderos ante la monarquía española y obtuvo el apoyo necesario para intentar erradicar la servidumbre injusta, sin embargo los indígenas mayas abandonaron los cultivos, lo cual contribuyó para que se desencadenara una hambruna en la península en 1725. Debido a que la agricultura solo se realizaba por parte de los mayas, la producción de alimentos había colapsado, generando pobreza, hambre y peste. El gobernador y capitán general de la Provincia de Yucatán Antonio de Figueroa y Silva Lazo de la Vega restableció el servicio obligatorio, revocando por una Cédula especial los logros bien intencionados del obispo Gómez de Parada, en 1731 el rey Felipe V de España respaldo la decisión del gobernador, pero estableció reglas y condiciones más benévolas de equidad y justicia para los indígenas.

### Rebelión de Jacinto Canek

La Intendencia de Yucatán se instauró en 1786.

El 19 de noviembre de 1761 en el pueblo de Cisteil, estalló el movimiento conocido como la "Rebelión de Jacinto Canek", el líder maya originario del barrio de Laboríos en San Francisco de Campeche había visitado la tierra de los itzáes, a su regreso se proclamó rey de los mayas con el nombre de José Jacinto Uc de los Santos Canek Chichan Moctezuma, una pequeña fuerza militar de 15 hombres trato de detener la rebelión en Sotuta pero el intento fue inútil, al día siguiente entre 1200 y 2500 indígenas mayas se habían unido al ideal del movimiento que pretendía instaurar un gobierno maya y abolir los tributos y repartimientos. El día 26 cerca de 3000 militares españoles comandados por el capitán Cristóbal Calderón sitiaron a los rebeldes y en solo cuatro días capturaron al recién autoproclamado rey maya, quién fue llevado ante el gobernador José Crespo y Honorato; fue sentenciado a muerte y la ejecución pública se llevó a cabo el día 14 de diciembre en la plaza central de Mérida; se le quebraron brazos y piernas, y después se quemó su cuerpo esparciéndose las cenizas al aire para escarmiento del pueblo.
En 1786 la forma administrativa de la península cambió a la Intendencia de Yucatán y se conformaron subdelegaciones en el territorio, los cuales eran conocidos como los distritos de "La Sierra alta", "la Sierra baja", "los Beneficios altos", "los Beneficios bajos", "la de la Costa", "la de Valladolid", "la de Tizimín", "Camino Real alto", "Camino Real bajo", "Bolonchén-Cauich", "Champotón", "presidio de Bacalar", "Ciudad de Campeche", "Capital de Mérida". Mediante este nuevo esquema, los subdelegados además de recaudar el tributo a la Corona española y los impuestos reales, realizaron nuevos abusos en contra de los indígenas, pues su interés era mantener a estos vasallos en la imposibilidad de pagar sus deudas con dinero y forzarlos a pagar mediante especie o mano de obra
En la península de Yucatán había persistido una relación interétnica desigual, los estratos sociales estaban definidos básicamente en seis grupos: 
- Los "Blancos o Dzules", eran descendientes de españoles o criollos, mantenían el poder político y económico, fueron referidos como la "Casta Divina", algunos de ellos poseían grandes haciendas y latifundios.
- Los "Mestizos", eran el resultado de padres españoles e indios, generalmente ejercían oficios artesanales o tenían puestos de mando medio en el ejército, gobierno y haciendas.
- Los "Hidalgos", eran descendientes de la nobleza maya prehispánica y ejercían poder político sobre su pueblo, algunos de ellos ganaron el reconocimiento por servicios y lealtad comprobada al sistema político.
- Los "Peones", eran trabajadores mayas que se desempeñaron en las haciendas henequeneras o ranchos ganaderos, normalmente siempre se encontraban endeudados con sus patrones, motivo por el cual eran obligados a seguir trabajando en sus puestos.
- Los "Macehuales", eran mayas dedicados al trabajo de las milpas, a pesar de tener parcelas propias o minifundios se empleaban de manera parcial como trabajadores de las grandes haciendas.
- Los "Huites", estos mayas estaban alejados de las relaciones políticas y económicas, mantuvieron su libertad refugiándose en las regiones selváticas, y conservando costumbres prehispánicas.